# UH-60 (航空機)
UH-60 ブラックホーク
- 用途：多目的ヘリコプター
- 分類：汎用ヘリコプター
- 製造者：シコルスキー・エアクラフト
- 運用者
  -  アメリカ合衆国（アメリカ陸軍）
  -  日本（自衛隊）
  -  台湾（中華民国陸軍）
  -  オーストラリア（オーストラリア国防軍）
  - 他
- 初飛行：1974年11月29日
- 生産数：4,000機以上
- 運用開始：1979年
- 運用状況：現役
- ユニットコスト：590万-1,020万USドル[1]
- サブタイプ：三菱 UH-60J
- 派生型：

  - SH-60
    - 三菱 SH-60J
    - 三菱 SH-60K
    - 三菱 SH-60L

  - HH-60
  - シコルスキー S-70
  -  Z-20

UH-60 ブラックホーク（英語: UH-60 Black Hawk）は、シコルスキー・エアクラフト製の4翅シングルローター、双発エンジン搭載の中型多目的ヘリコプターである。「Black Hawk」とはイリノイ州居留のインディアン・ソーク族の酋長の名。

## 概要
シコルスキーは、1972年に行われたアメリカ陸軍の汎用戦術輸送機システム (Utility Tactical Transport Aircraft System, UTTAS) 競争のためにS-70を基礎とした試作機YUH-60Aを提示した。陸軍はボーイング・ヘリコプターズ提示のYUH-61との性能比較試験飛行を行い、1976年、このプログラムの勝者としてYUH-60Aを調達に向けたプロトタイプにすることを決定した。アメリカ先住民の戦争指導者の名前からブラックホークと名付けられたUH-60Aは、それまで運用されていた戦術輸送ヘリコプターであるベル・エアクラフト社製UH-1 イロコイの後継機として、1979年に陸軍での運用が開始された。
これに続き電子戦機や特殊作戦機なども開発納入されている他、UH-60L、UH-60Mなどの亜種も開発されている。また、海軍、空軍、および沿岸警備隊のための改修版も開発されている。
アメリカ軍の使用に加え、UH-60ファミリーは多くの国へと輸出されているほか、グレナダ、パナマ、イラク、ソマリア、バルカン半島、アフガニスタン、中東など多くの紛争地帯で使用されている。
|              | UH-1Y                        | UH-60M                   | MV-22B                    | CH-47F                    | CH-53E                    |
| ------------ | ---------------------------- | ------------------------ | ------------------------- | ------------------------- | ------------------------- |
| 画像         |                              |                          |                           |                           |                           |
| 全長         | 17.78 m                      | 19.76 m                  | 17.5 m                    | 30.1 m                    | 30.2 m                    |
| 全幅         | 14.88 m                      | 16.36 m                  | 25.54 m                   | 18.3 m                    | 24.1 m                    |
| 全高         | 4.5 m                        | 5.13 m                   | 6.73 m                    | 5.7 m                     | 8.46 m                    |
| 空虚重量     | 5,370 kg                     | 4,819 kg                 | 15,032 kg                 | 10,185 kg                 | 15,071 kg                 |
| 積載量       | 3,020 kg                     | 5,220 kg                 | 9,070 kg                  | 10,886 kg                 | 13,610 kg                 |
| 最大離陸重量 | 8,390 kg                     | 10,660 kg                | 27,400 kg                 | 22,680 kg                 | 33,300 kg                 |
| 乗員数       | - 乗員2 - 4名 - 乗客6 - 10名 | - 乗員2 - 4名 - 乗客11名 | - 乗員4名 - 乗客24 - 32名 | - 乗員3名 - 乗客33 – 55名 | - 乗員5名 - 乗客37 - 55名 |
| 動力         | T700-GE-401C×2               | T700-GE-701D×2           | T406/AE 1107C×2           | T55-GA-714A×2             | T64-GE-416/416A×3         |
| 出力         | 1,828 shp (1,360 kW)×2       | 2,000 hp (1,500 kW)×2    | 6,150 hp (4,590 kW)×2     | 4,733 hp (3,529 kW)×2     | 4,380 shp (3,270 kW)×3    |
| 最大速度     | 304 km/h                     | 295 km/h                 | 565 km/h                  | 315 km/h                  | 315 km/h                  |
| 巡航速度     | 293 km/h                     | 278 km/h                 | 446 km/h                  | 240 km/h                  | 278 km/h                  |
| 航続距離     | 648 km                       | 2,200 km                 | 3,590 km                  | 2,252 km                  | 1,833 km                  |

## 開発

### 初期要件
1960年代後半、アメリカ陸軍はUH-1 イロコイを置き換えるために汎用戦術輸送機システム (UTTAS) プログラムを立ち上げ、同時に新型ヘリコプターに使用される新型ガスタービンエンジンの開発にも着手した。これはその後、ゼネラル・エレクトリック T700として採用されている。
ベトナム戦争ではUH-1が多数撃墜されているように、ヘリコプターによる任務では低空を低速で飛行することが多く、小火器や対空砲などの標的になりやすい。そのため重要な性能として、生存性と信頼性の改善を挙げており、UTTAS並びに新型パワープラントの要件として定め、1972年1月に提案依頼書 (Request for Proposals, RFP) を発布している。その結果、UH-60は激しい攻撃を受けながらも生存率が高く、戦闘地域から離脱することができたと報告されている。RFPには航空輸送の要件が含まれており、C-130 輸送機に搭載するため、キャビンの全高、全長が指定されている。
信頼性の向上、生存性および低ライフサイクルコストなどを定めたUTTAS要件は、結果として戦闘高度や高高度などでの性能を向上させる双発エンジンの採用などに繋がっている。整備箇所を減らすことに繋がるモジュラーデザイン、乾式ギアボックス、被弾に備えた油圧、電気、操作系統の冗長化、墜落に対する耐衝撃性能を有する乗員並びに搭乗員の座席、降着装置のデュアルダンパー化並びに耐被弾性能。静粛性が高く耐被弾、耐衝撃性能を有するメイン並びにテールローター、耐衝撃燃料システムなどが要件として定められている。なお、採用前のテスト飛行で墜落事故を起こしているが、死者は無く、メインローターの修理のみで飛行可能であったという。
1974年10月に初飛行を行ったYUH-60Aは4機が製作されている。アメリカ陸軍への試作機の納入に先立ち、安全に試験飛行が行えるか予備評価試験が1975年11月に行われている。この試作機の内3機は1976年3月にライバルであるボーイングに先んじて納入され、残りの1機は内部検証用にシコルスキーによって確保されている。アメリカ陸軍は1976年12月に暗視装置や夜間航法装置を装備した形でUH-60の生産開始を指示し、UH-60Aの納入は1978年10月に始まり、1979年6月に正式運用が開始されている。

### 改良・種類
運用開始後、地雷敷設や医療救助など新たな任務に向けた改良が始まっている。EH-60は電子戦を目的として開発され、特殊作戦支援用にMH-60などを開発している。
アメリカ陸軍は新規作戦に伴う機器の増加による重量増加に対し、UH-60Lへの改良を1987年に命じ、この改良は標準設計としてUH-60Aに反映されている。UH-60LにはT700-GE-701C エンジンと強力なギアを搭載したことにより、より多くの吊り上げを可能とし、これは、SH-60B シーホークの生産に生かされている。また、その吊り上げ能力は1,000ポンド (450 kg) -9,000ポンド (4,100 kg) 近く増加している。UH-60Lは更にSH-60から自動操縦装置 (Automatic Flight Control System, AFCS) を導入し、強力なエンジンにより飛行性能に寄与している。L-モデルの生産は、1989年に開始されている。
次に2020年まで設計寿命の延命を行うためUH-60Mが2001年に認可されたことにより改良が始まり、T700-GE-701D エンジンと新型回転翼の採用が行われ、GPS ナビゲーション、飛行制御、計測機器など新型アビオニクスへの換装も行われている。アメリカ国防総省は新変種の少数の初期生産を承認後、2006年に生産を開始し、同年7月に22機の新UH-60Mが納入されている。この機種の評価を行い承認されたことにより1,227機の5年契約が締結され、100機のUH-60Mが2009年3月に陸軍へ納入されている。
2011年5月1日に発生したウサーマ・ビン・ラーディンの殺害（作戦名：ネプチューン・スピア:海神の槍）では第160特殊作戦航空連隊が強襲作戦用に従来のUH-60に比べ極度に改良されたUH-60を使用しており、改良された尾部、騒音対策のための特別仕様回転翼などが使用されている。この機体はパキスタン空軍のレーダー回避を目的としており、F-117と同等のステルス性を有しているとされる。また、この機体はステルス機に見られる特殊素材、鋭角なデザインが見受けられ、作戦に使用された内の一機が機体故障により不時着したことで明るみに出ており、この事故機は尾部を残し破壊処理されている。
なお、低視認性を有するUH-60の研究は1970年代半ばまで遡り行われている。
2020年には、コクピット計器を全デジタル化したUH-60Vがアメリカ陸軍に就役を開始した。

## 機体
UH-60は、メイン、テールローター共に4枚の羽根を有した回転翼によって構成され、ゼネラル・エレクトリック製T700型ターボシャフトエンジンによって動力を与えられている。回転翼は折りたたみ式であり、展開時はエラストマー製のベアリングローターヘッドに固定される。テールローターは傾斜が付けられており、剛性クロスビーム構造である。C-130 輸送機による航空輸送を目的とした陸軍の要件を満たすため低全高形状となっている。完全武装の歩兵1個分隊約11名の搭乗が可能であり、2,600ポンド (1,170 kg) の内部積載量を持ち、外部からスリングによって9,000ポンド (4,050 kg) の貨物を吊り上げ可能 (UH-60L/M) としている。

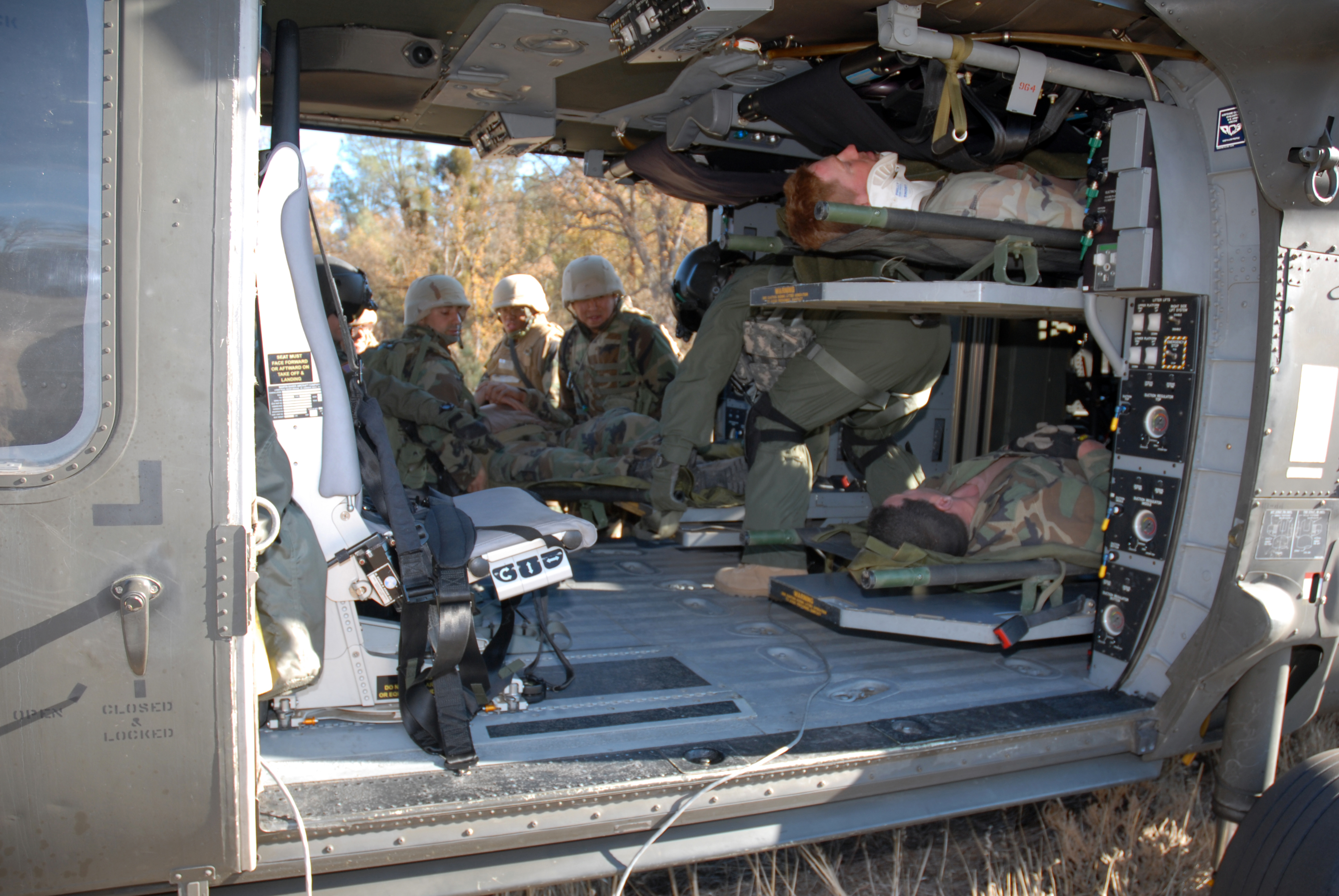
MEDEVAC形態

ブラックホークシリーズは、特殊作戦、戦術輸送、電子戦、医療後送（MEDEVAC）、負傷者後送（CASEVAC）、避難救助など多目的な用途に使用することが可能であり、VH-60Nとして知られるVIP仕様は、コールサイン「マリーンワン」としてアメリカ大統領並びに政府関係者専用機として運用されている。ヘリボーン (Air assault) では1個分隊11名とその装備、もしくはM102 105mm榴弾砲および砲弾30発と4名の砲兵を同時に運搬することが可能である。
胴体上部左右に10,000ポンド (4,500 kg) の積載が可能な外部搭載支援システム (External Stores Support System, ESSS) を裝着することにより追加される左右2箇所ずつのハードポイントに、AGM-114 対戦車ミサイル4連装ランチャー、2.75インチ（約70 mm）19連装ロケット弾ポッド、ガンポッド、同じく片側に230ガロン（870リットル）計450ガロン（1,700リットル）合計4つの増槽などを搭載することができる。このため、AH-64 アパッチの開発費の高騰に対して代わりに利用することも検討された。なお、ESSSシステムは1996年に使用され始めているが、片側に2つの増槽を取り付けた状態ではドアガンの射撃に支障が出ることが判明し、問題解決のため専用のスタブウイングが取り付けられた (External Tank System, ETS) が開発されている。
調達価格は仕様、装備や調達数によって異なる。一例としてアメリカ陸軍採用のUH-60Lは590万ドルであり、アメリカ空軍採用のMH-60G「ペイブホーク」は1,020万ドルである。

## 運用史

### アメリカ陸軍

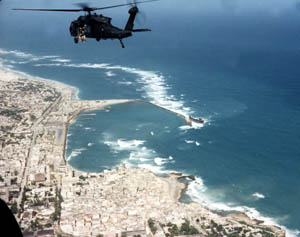
1993年10月3日、モガディシュ上空を飛行するマイク・デュラント准尉のスーパー64

UH-60は1979年6月、第101戦闘航空旅団に初導入されており、初陣は1983年のグレナダ侵攻であったが、暗視装置は配備が間に合わなかった。その後、1989年のパナマ侵攻に続き、1991年の湾岸戦争には300機以上が投入された大規模な空爆作戦に参加。1993年には、その後映画化され著名になったモガディシュの戦闘に参加しており、その他、1990年代にはバルカン半島やハイチなどでの作戦にも参加し、近年アメリカが関与したアフガニスタン戦争、イラク戦争など紛争のほとんどに参加している。
2011年5月1日にはウサーマ・ビン・ラーディン強襲作戦において高度に改良されたUH-60が特殊部隊DEVGRUの輸送に使用されている。この作戦中に1機が故障により不時着し、作戦終了後、シールズによって爆破処理が行われている。部隊はMH-47 チヌーク2機の内の1機にウサーマ・ビン・ラーディンの遺体を載せ現場を後にしている。この2機のMH-47は作戦に使用されたUH-60への空中給油任務用を兼ねたバックアップ機であった。
幾つかのメディアによると、パキスタン政府はアボッターバードに墜落したステルスUH-60の残骸調査を中国人民解放軍に対し認めたと報道している。しかし、パキスタン政府と中国政府はこの報道を否定しており、米国政府も中国による機体調査の事実確認は取れていない。

### 日本
海上・航空自衛隊には救難任務仕様のUH-60J、陸上自衛隊には多用途仕様のUH-60JAが導入されている。

### 中国
1983年12月、高地における試験のために、アエロスパシアルAS-332シュペルピューマ、ベル214STスーパートランスポート、シコルスキーS-70A-5（N3124B）がチベットのラサに空輸され、高度17,000フィート（5,200m）での離着陸や、24,000フィート（7,300m）での路線運航の実地試験が行われた。
この試験の後、人民解放軍は、より強力なGE T700-701Aエンジンを搭載して高高度性能を向上させたS-70C-2を24機購入した。輸出のために民間型のS-70とされているが、人民解放軍空軍によって運用されている。

### コロンビア
コロンビアは、1987年に米国からUH-60を受領している。コロンビア国家警察、コロンビア空軍、およびコロンビア陸軍が麻薬組織に対する鎮圧作戦用にCOIN機として運用しており、陸路では接近が容易ではない場所に兵員、物資輸送など行っている他、捜索救難や医療任務などにも使用されている。また、一部重武装が施されたガンシップ機「スペイン語: Arpía（ハーピー）」も保有している。

### イスラエル

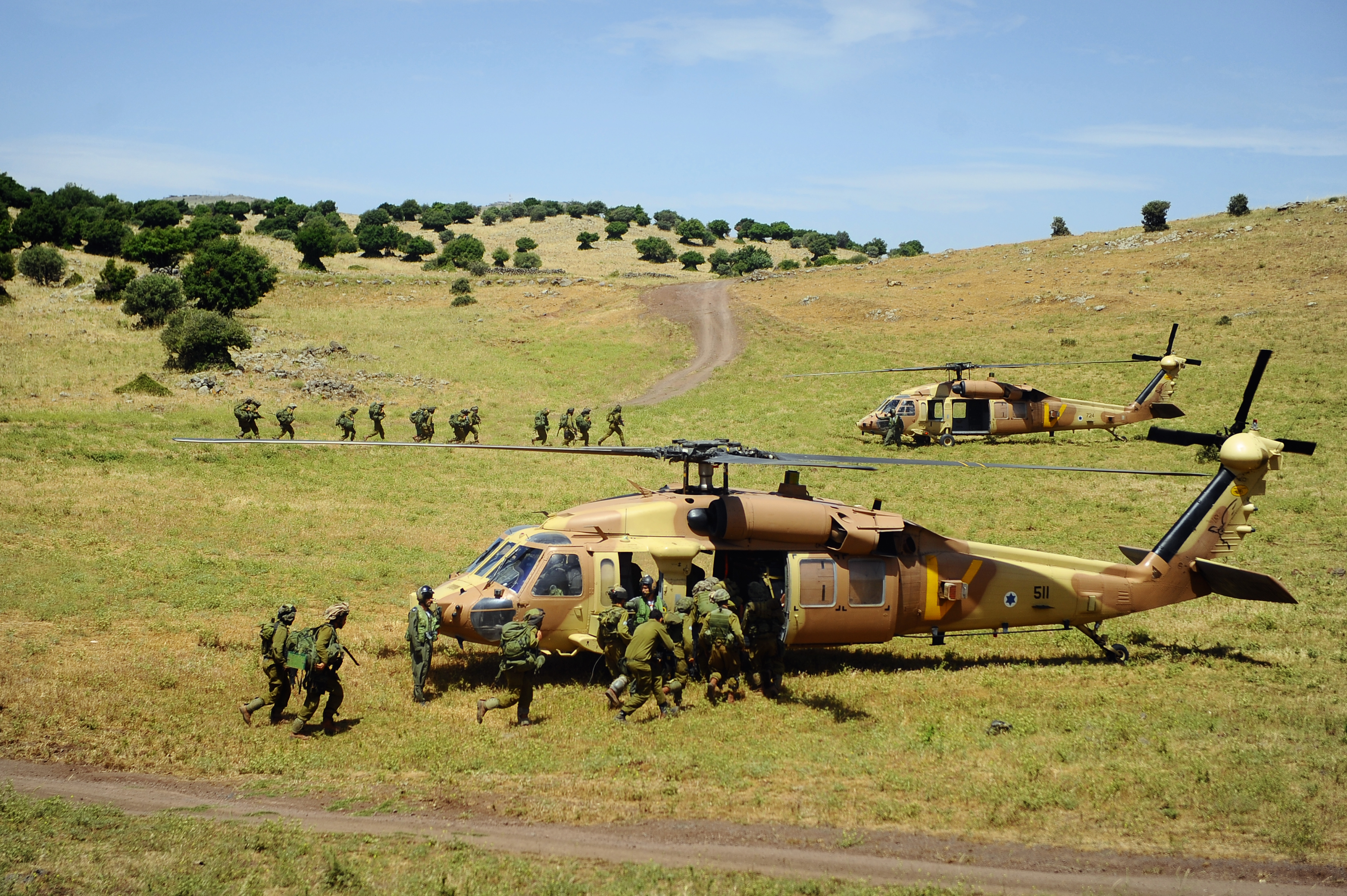
イスラエル空軍のUH-60L ヤンシャフ

イスラエル空軍 (IAF) は、1994年8月に米国から10機のUH-60Aを受領し、第124飛行隊に配備した。愛称は「ヘブライ語: ינשוף（ヤンシャフ フクロウの意）」。これ以降、イスラエル軍で使用されているベル 212の代替を開始した。IAFは1996年4月に行われた南レバノンのヒズボラに対する「怒りの葡萄作戦」に始めてUH-60を投入している。
1997年にはアメリカ陸軍向けのUH-60L相当の改修機であるS-70A-50の導入を開始した。2000年3月、イスラエルを訪問したヨハネ・パウロ2世のための特別輸送機として使用している。3機がこの任務に就き、1機は教皇輸送用として、1機は医療班を乗せたメディカル機として、残りの1機はバックアップ機として使用されている。
2002年には第123飛行隊のベル 212もS-70A-50に更新された。なお、2008年11月時点でIAFは49機のUH-60を保有している。

### メキシコ
メキシコ空軍は、1991年に特殊部隊を輸送するためUH-60Lを2機購入し、1994年には4機を購入している。
2009年8月、9月に掛け連邦警察によりUH-60を使用した麻薬組織に対しての攻撃に使用されている。
2011年8月25日、メキシコ海軍は麻薬・武器取り締まり任務向けのUH-60Mを3機購入している。

### 台湾

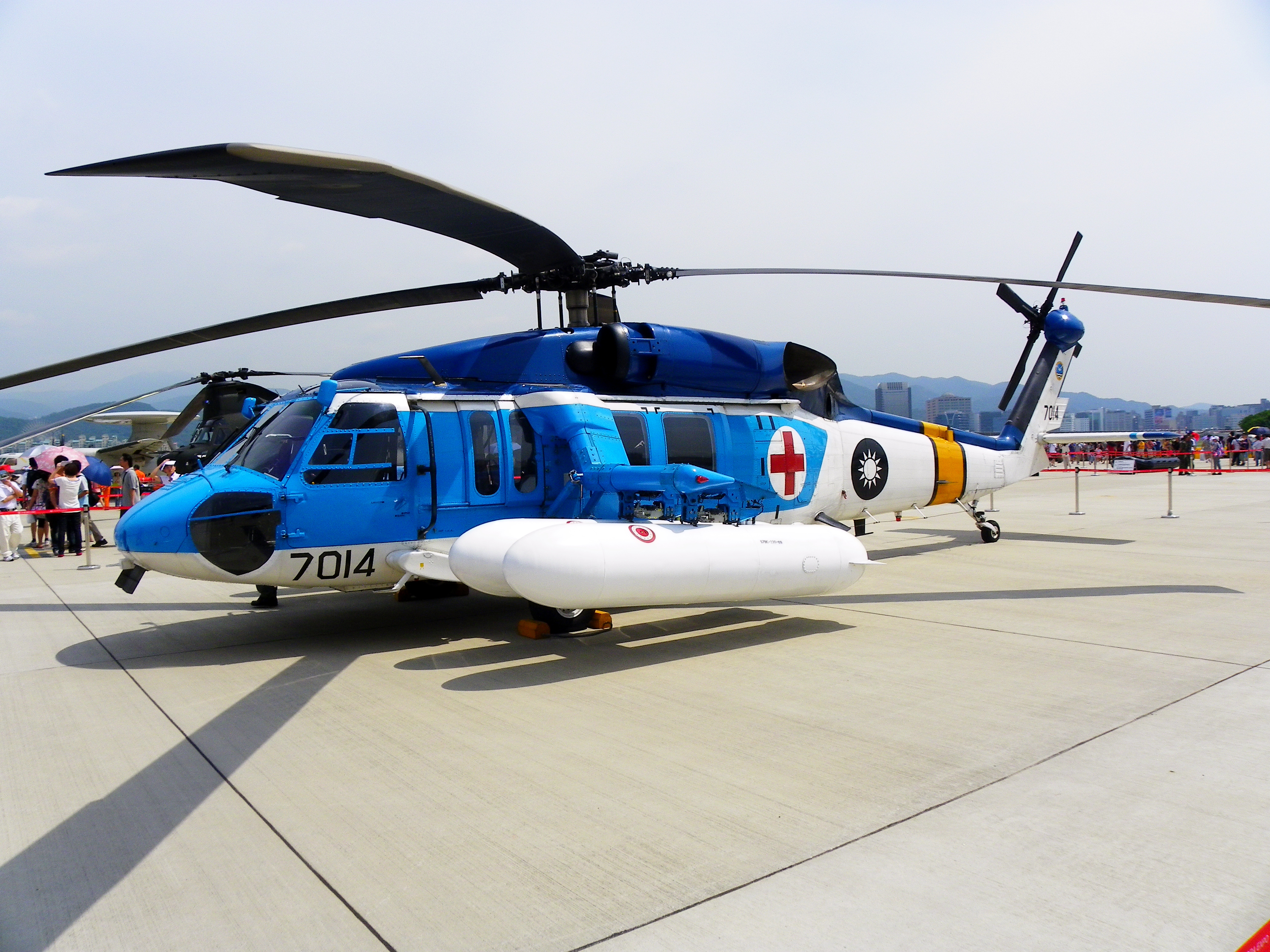
台湾空軍所属のS-70C

台湾空軍は、捜索救難のために1986年6月、10機のS-70C-1Aを受領しS-70C-1/1Aとして運用している。1998年4月には4機のS-70C-6を購入。台湾海軍は1990年7月に10機のS-70C(M)-1を受領し2000年4月には11機のS-70C(M)-2型を受領している。
2010年1月、米国は台湾陸軍に対し60機のUH-60Mの対外有償軍事援助を行うと発表した。

2020年1月、台湾空軍のUH-60Mが墜落し、乗っていた制服組トップの沈一鳴参謀総長ら8人が死亡した。

### トルコ
トルコは、アフガニスタンやバルカン半島での任務にUH-60を運用している。 採用は一般入札によって競われ、ライバルであるアグスタウェストランドAW149を下し採用された。
進行中のプロジェクトとして国内生産分での115機を発注しており、トルコ航空宇宙産業は最終的な接合組み立てを担当する予定である。2011年4月21日、トルコは公開入札のため、シコルスキーT-70の選択を発表している。

### その他
アラブ首長国連邦は、2008年9月14日対外有償軍事援助を通じUH-60Mを要求しており、機体の他、レーザー・レーダー警告センサーや兵器システムを含んでいる。2010年11月までに20機のUH-60Lを受領する予定である。
ブラジルは、2008年に対外有償軍事援助を通じ、15機のUH-60Lを要請している。
スウェーデンは、2010年9月に対外有償軍事援助を通じ、15機のUH-60Mを要求している。2011年4月9日、防衛大臣は交渉はほぼ確定していると発表しており、納入開始は2012年を予定している。これに伴い操縦士が2011年夏に訓練を開始した。2017年までに完納する予定である。2011年5月18日、シコルスキーはこの要求分15機の早期納入を発表した。
アフガニスタンを2021年に再制圧したターリバーンは、アメリカ軍もしくは前政府軍の機体を鹵獲して運用した。なお、ターリバーンにはメンテナンスを行う手立てがないため短期間で使用不能になる見込み。
オーストラリアでは、2023年以降、NH90からUH-60へ転換が進められている。

## 種類
多目的汎用ヘリコプターであるUH-60は、数多くの派生型や亜種が生産開発されており、民生品はS-70の名称で販売されている。諸外国には軍用機であったとしても、対外有償軍事援助ではなく民間ベースの契約（直接商業売却）で販売された場合はS-70の名称が使われている。艦載用のSH-60/S-70B系統は、折り畳み機構等の装置が設けらている。
| 主な生産・使用国      | UH-60/S-70A系統             | UH-60/S-70A系統      | UH-60/S-70A系統 | SH-60/S-70B系統                           |
| 主な生産・使用国      | UH-60A                      | UH-60L               | UH-60M          | SH-60                                     |
| --------------------- | --------------------------- | -------------------- | --------------- | ----------------------------------------- |
| アメリカ （汎用）     | UH-60A                      | UH-60L UH-60V        | UH-60M          |                                           |
| アメリカ （特殊用途） | HH-60D MH-60A MH-60K VH-60N | HH-60G HH-60L MH-60L | HH-60M          |                                           |
| アメリカ （艦載機）   |                             | MH-60S               |                 | SH-60B SH-60F HH-60H HH-60J MH-60R MH-60T |
| 日本                  | UH-60J                      | UH-60JA              |                 | SH-60J SH-60K SH-60L                      |

### 汎用型
YUH-60A
試験、調査目的で製作された試作機。1974年10月17日初飛行。4機が製作された。
UH-60A Black Hawk
アメリカ陸軍採用型。4名の乗員と11名の兵士が搭乗可能。T700-GE-700 エンジン搭載型。1977年 – 1989年まで生産された。
UH-60C Black Hawk
指揮および統制システム (C2) を搭載した改良型。
CH-60E
アメリカ海兵隊提案型。
UH-60L Black Hawk
T700-GE-701C エンジンに換装。耐久性を向上させたギアボックス、飛行制御システム改良型。1989年 – 2007年まで生産された。
UH-60M Black Hawk
翼弦が広げられたテールローターを採用。T700-GE-701D エンジンに換装（最大出力2,000 shp / 1,500 kW×2）。強化型ギアボックス採用。統括飛行制御システムとなる（Integrated Vehicle Management Systems, IVHMS）コンピュータを搭載。グラスコックピット化。2006年生産開始。UH-60と置き換え。
UH-60M Upgrade Black Hawk
UH-60Mのアップグレード型。フライ・バイ・ワイヤ採用。 (Common Avionics Architecture System, CAAS) 型コックピットの採用。2008年飛行試験開始。
UH-60V Black Hawk
コクピットのアナログ計器を全てデジタル化した改良型。2020年からアメリカ陸軍で就役を開始した。

### 特殊形態
EH-60A Black Hawk
電子機器が増えたことによる電力確保のため、電気系を2系統化した強化型。この改良は基本型UH-60Aに反映されている。
YEH-60B Black Hawk
UH-60Aの改良型。特殊レーダーとアビオニクス搭載。スタンドオフ（撃ちっ放し）機能を試験的に搭載した。
EH-60C Black Hawk
UH-60Aの改良型。特殊電装機器と外部アンテナを搭載。この改良は基本型UH-60Aに反映されている。
EUH-60L
UH-60Lの改良型。指揮および統制システム (C2) を搭載。
EH-60L Black Hawk
EH-60Aの改良型。搭載機器の改良が行われた。
UH-60Q Black Hawk
UH-60Aの改良型。負傷兵搬送業務であるCASEVACを目的とした医療任務型。別名「ダストオフ (dedicated unhesitating service to our fighting forces, DUSTOFF)」。
HH-60L
UH-60Lの高度改良型。医療任務に特化した機体。救助用ホイスト、統合型全身患者固定システム、搭載型酸素供給システム、耐衝撃座席などが装備されている。
HH-60M Black Hawk
米陸軍型。UH-60Mに医療機器を搭載したMEDEVAC対応型。
MH-60A Black Hawk
米陸軍型。30機のUH-60Aが改良されている。アビオニクス改良としてナイトビジョン・FLIRを搭載し、ドアガンにM134 ミニガンを採用した。増槽を追加。特殊作戦用に1980年代前半から使用が開始されている。T700-GE-701 エンジン搭載。第160特殊作戦航空連隊で使用されている。このMH-60Aは1990年代前半にMH-60Lに置き換えられているが、空軍州兵運用分は見送られた。
MH-60K Black Hawk
米陸軍型。特殊作戦仕様。1988年に第160特殊作戦航空連隊によって使用開始されている。空中給油用のプローブ装備。T700-GE-701C エンジン搭載。MH-60L型を更に優位にしている。グラスコックピットの採用。AN/APQ-174B型マルチモードレーダー搭載。カラー天気図、改良された防御電子機器などを搭載。
MH-60L Black Hawk
米陸軍型。特殊作戦機の改良型。第160特殊作戦航空連隊にて使用されている。UH-60L、T700-701C エンジン搭載型を基にしている。これは、1980年代に開発が保留されていたMH-60Kの暫定型として使用された。使用された機器はMH-60Kに引き継がれている。MH-60Kに搭載された機器の他、光波測距儀や増槽なども追加されていた。37機のMH-60Lが製作され、この内10機程度には空中給油機構が取り付けられている。

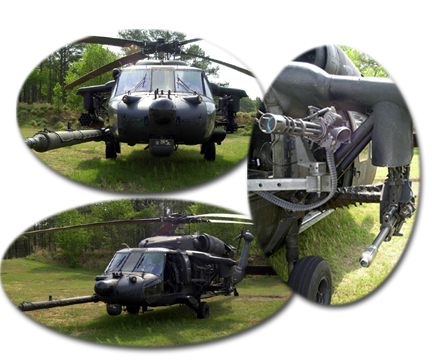
DAP形態

MH-60L Direct Action Penetrator (DAP)
米陸軍型。MH-60Lを基にした特殊作戦機の改良型。第160特殊作戦航空連隊にて使用されている。DAPはESSSまたはETS翼が装備された。M230機関砲、ロケット弾ポッド、その他の武装が施された型があり、ドアガンにはM134D ミニガンが搭載された。
MH-60M Black Hawk
米陸軍型。UH-60Mを基にした特殊作戦機の改良型。新型コックピット (CAAS) の採用。グラスコックピット、YT706-GE-700 エンジンの搭載。
MH-60 Black Hawk stealth helicopter
MH-60の改良型。1ないし2機が製作されたと見られ、Operation Neptune Spear（海神の槍作戦）に使用された。
UH-60A RASCAL
NASAで使用された。ヘリコプターの運動性能検証のため「Rotorcraft-Aircrew Systems Concepts Airborne Laboratory」によって製作された。
VH-60D Night Hawk
米海兵隊型。HH-60Dを基にしたVIP仕様。政府要人輸送に使用された。T700-GE-401Cエンジン搭載。この型はVH-60Nに置き換えられた。
VH-60N White Hawk
米海兵隊型。プレジデントホークとも。UH-60Aを基に製作された政府専用ヘリコプターであり、僅かにSH-60の装備が導入されている。1988年に使用を開始し、9機が納入された。VH-3Dや、その後継機であるVH-92に比べ、輸送機への搭載が比較的容易であることを利用して外遊に用いられる。しかしその分キャビンが非常に狭く、要人用としては乗り心地が劣るとして不評である。

### 輸出型
※S-70A シコルスキーによる軍用輸出型の呼称

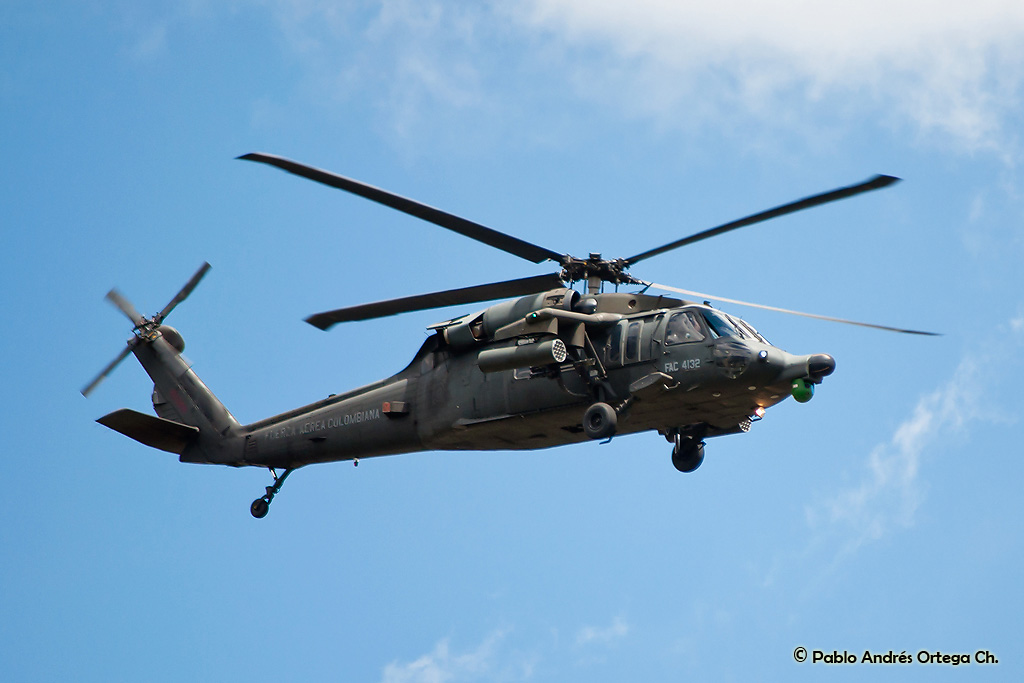
コロンビア空軍のAH-60L Arpía III

UH-60J Black Hawk (S-70A-12)

海上自衛隊・航空自衛隊採用型。日本で独自改良された救難ヘリコプターであり、三菱重工業がライセンス生産している。S-70A-12型としても知られる。
UH-60JA Black Hawk

陸上自衛隊採用型。UH-60Jと同じく三菱重工業にてライセンス生産される。
AH-60L Arpía III
コロンビア輸出型。FLIR、レーダーなどの電子機器を搭載し、小型ロケット、汎用機関銃などの武装を施した武装ヘリコプター仕様。シコルスキーとコロンビア空軍の共同開発であり、エルビット・システムズ社によって製造されている。
AH-60L Battle Hawk
プロジェクトAIR87計画によりオーストラリア陸軍に採用される予定であったが入札に失敗。機体仕様はAH-60L Arpía IIIに酷似している。
UH-60P Black Hawk (S-70-18)
韓国採用型。UH-60Lを基に多少の改善が行われている。大韓航空・航空宇宙事業本部により150機が国内生産されている。
HH-60P Pave Hawk (S-70-18)
韓国採用型。UH-60Pの戦闘捜索救難型で、韓国空軍で運用されている。この型には外部燃料タンクシステムと夜間作戦用のFLIRが搭載されている。
VH-60P Black Hawk (S-70-22)
韓国輸出型。要人輸送仕様であるVH-60Pのライセンス生産モデルであり、韓国空軍によって運用されている。通常型のHH-60Pと区別するために胴体先端部が白色に塗装されている。
S-70A-1 Desert Hawk
サウジアラビア陸軍輸出型。
S-70A-L1 Desert Hawk
サウジアラビア陸軍にて採用されている負傷兵搬出任務機。
S-70-5 Black Hawk
フィリピン空軍輸出型。
S-70-6 Black Hawk
タイ輸出型。
S-70A-9 Black Hawk
オーストラリア輸出型。デ・ハビランド オーストラリアによるノックダウン生産。最初の8機は オーストラリア空軍に納入され、その後、オーストラリア陸軍により運用されている。残りは直接陸軍に納入されたが、1989年に空軍によって回収されている。
S-70-11 Black Hawk
ヨルダン空軍輸出型。
S-70-12 Black Hawk
捜索救難型。航空自衛隊、海上自衛隊にて採用されている。UH-60Jとしても知られる。
S-70-14 Black Hawk
ブルネイ輸出型。
S-70-16 Black Hawk
ロールス・ロイス/チュルボメカ、RTM332 エンジン用テストベッドとして使用された。
S-70-17 Black Hawk
トルコ輸出型。
S-70-18 Black Hawk
韓国輸出型。UH-60P、HH-60Pのライセンス生産モデル。
シコルスキー/ウエストランド S-70-19 Black Hawk
イギリス輸出型。ウエストランド・エアクラフトによるライセンス生産。AWS-70としても知られる。バーレーン向けの1機のみ製造されている。
S-70-20 Black Hawk
タイ輸出型。要人輸送仕様。
S-70-21 Black Hawk
エジプト輸出型。
S-70-22 Black Hawk
韓国輸出型。要人輸送仕様であるVH-60Pのライセンス生産モデルであり、韓国空軍によって運用されている。通常型のHH-60Pと区別するために胴体先端部が白色に塗装されている。
S-70-24 Black Hawk
メキシコ輸出型。
S-70-26 Black Hawk
モロッコ輸出型。
S-70-27 Black Hawk
捜索救難型。香港政府により運用されている。3機製造。
S-70A-30 Black Hawk
アルゼンチン空軍輸出型。要人輸送仕様。生産数1機のみ。
S-70A-39 Black Hawk
チリ輸出型。要人輸送仕様。生産数1機のみ。
S-70A-42 Black Hawk
オーストリア輸出型。
S-70A-43 Black Hawk
タイ陸軍輸出型。
S-70A-50 Black Hawk
イスラエル輸出型。
S-70i Black Hawk
UH-60Mをベースにした軍事用輸出型であり、ポーランドのPZLミェレッツ（PZL Mielec ポーランド・アビエーション・ワークス 現在はシコルスキーの傘下）によって組み立てが行われている。トルコはこのS-70iにトルコ製アビオニクスを搭載したモデルをT70として採用した。

### 派生型

#### SH-60 シーホーク
アメリカ海軍では、1983年に水上戦闘艦搭載用のLAMPS ヘリコプターとして「SH-60B シーホーク」を、1988年には空母艦載用の「SH-60F オーシャンホーク」を受領している。SH-60はUH-60の哨戒ヘリコプターバージョンであり、レーダーなどの哨戒機器と対潜兵器を搭載できる。また、機体はS-70Bとして輸出も行なわれているが、搭載機器はほとんど輸出されておらず、顧客が独自に開発するか、別途、輸出用の機器を調達して搭載している。

#### HH-60H レスキューホーク/HH-60J ジェイホーク

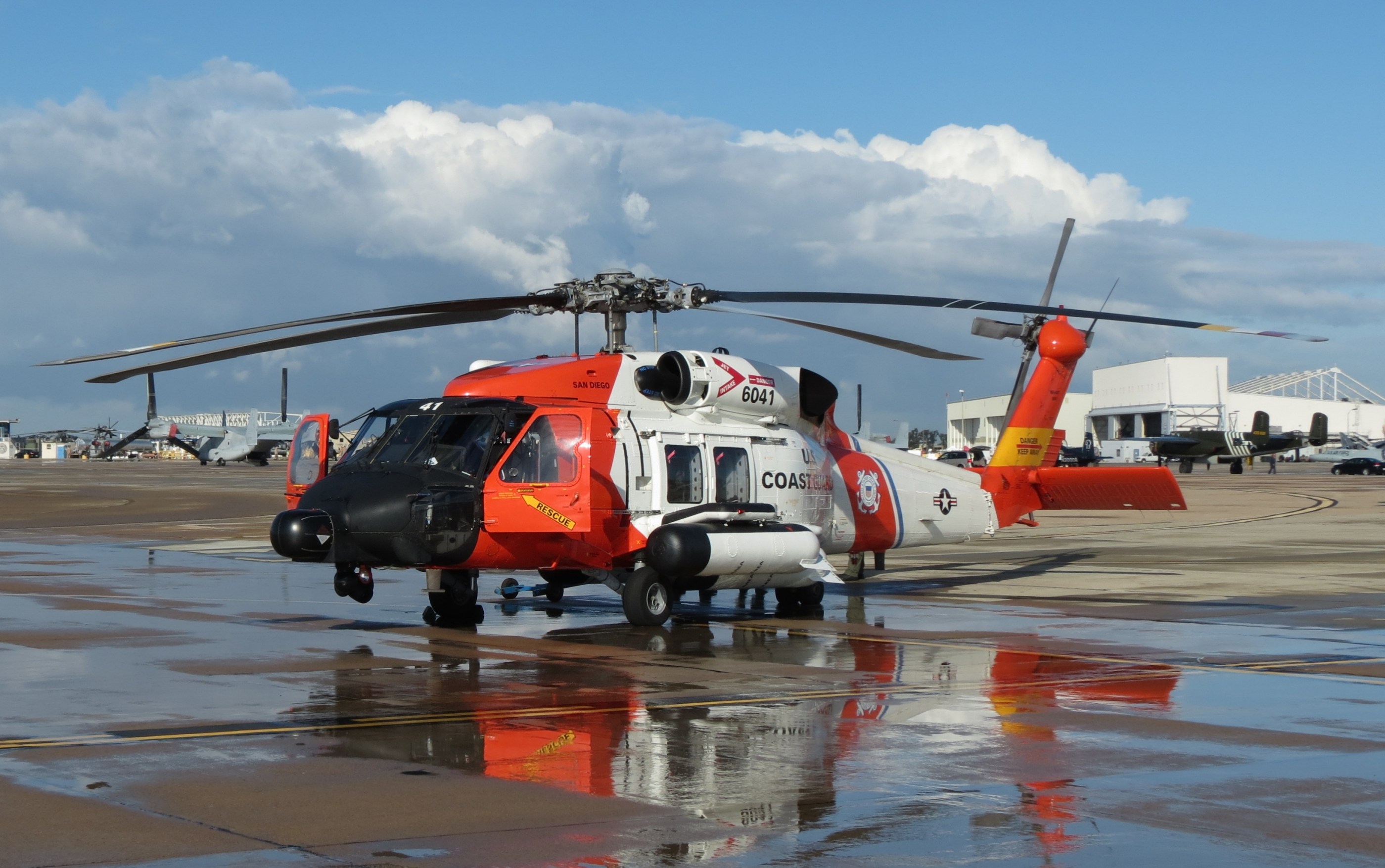
HH-60J ジェイホーク

アメリカ海軍では、遭難した艦上機パイロットなどを救助したり、Navy SEALsの作戦を支援したりするため、「HH-60H レスキューホーク」と呼ばれる機体を運用している。
また、アメリカ沿岸警備隊でも救難や密輸取締りなどを目的として1992年に「HH-60J ジェイホーク」を導入した。これらは救難装備を持つ一方、艦上運用を前提としているため、機体構造はSH-60シリーズをベースとしている。
なお、アメリカ海軍ではHH-60Hの後継として「MH-60S ナイトホーク」への切り替えを進めているが、こちらはむしろ陸軍向けのUH-60Lに似た機体となっている。

#### HH-60D/G/W
HH-60D/Gは、アメリカ空軍向けの機体であり、脱出した航空要員や戦闘中に孤立した兵士を救助することを主な目的として、UH-60を改設計したものである。
アメリカ空軍は当初、UH-60の燃料搭載量を増やした「HH-60D ナイトホーク」を運用していたが、1982年にこれを大幅に改良したHH-60G ペイブ・ホークを採用した。600ポンド（270キログラム）の運搬能力がある250フィート（75メートル）のケーブルをもった救助用ホイスト、脱着可能な空中給油装置が装備されている。

#### MH-60A/K/L/M

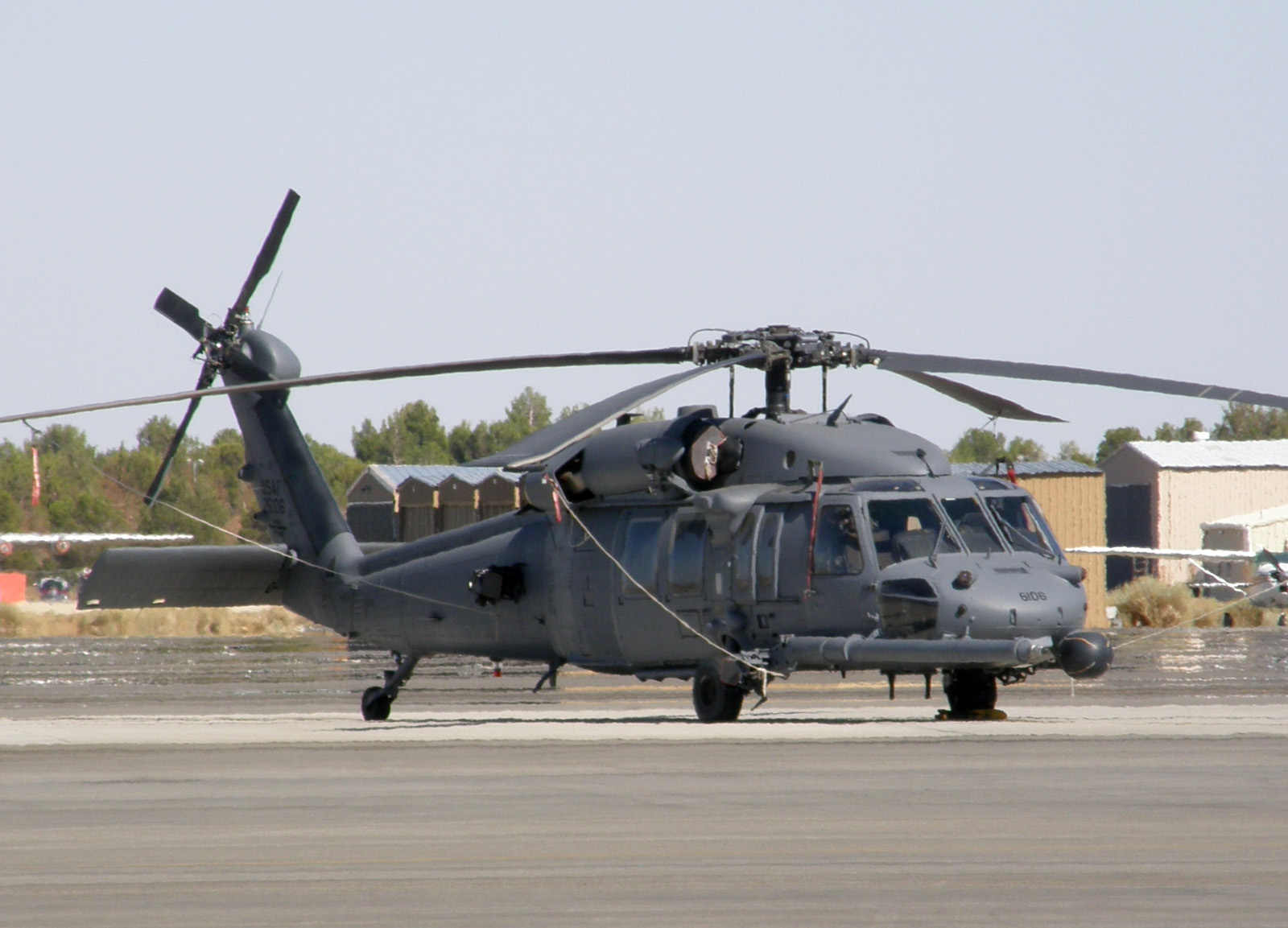
MH-60

MH-60A/K/L/Mはアメリカ陸軍の特殊作戦用航空機であり、武装にはスティンガー空対空ミサイルの搭載も可能となっている。

#### S-70C
UH-60 ブラックホークの設計を継いでいる民間向けの機体。

#### S-71
S-70をベースにシコルスキー・エアクラフト社が1973年のアメリカ陸軍の発展型攻撃ヘリ計画向けに試作した攻撃ヘリコプター。

#### Z-20
中国が1985年頃米国から輸入した「S-70C-2」をリバースエンジニアリングし開発したものと目され、エンジン出力が増し、メインローターが5翅に増やされている。

## 運用国

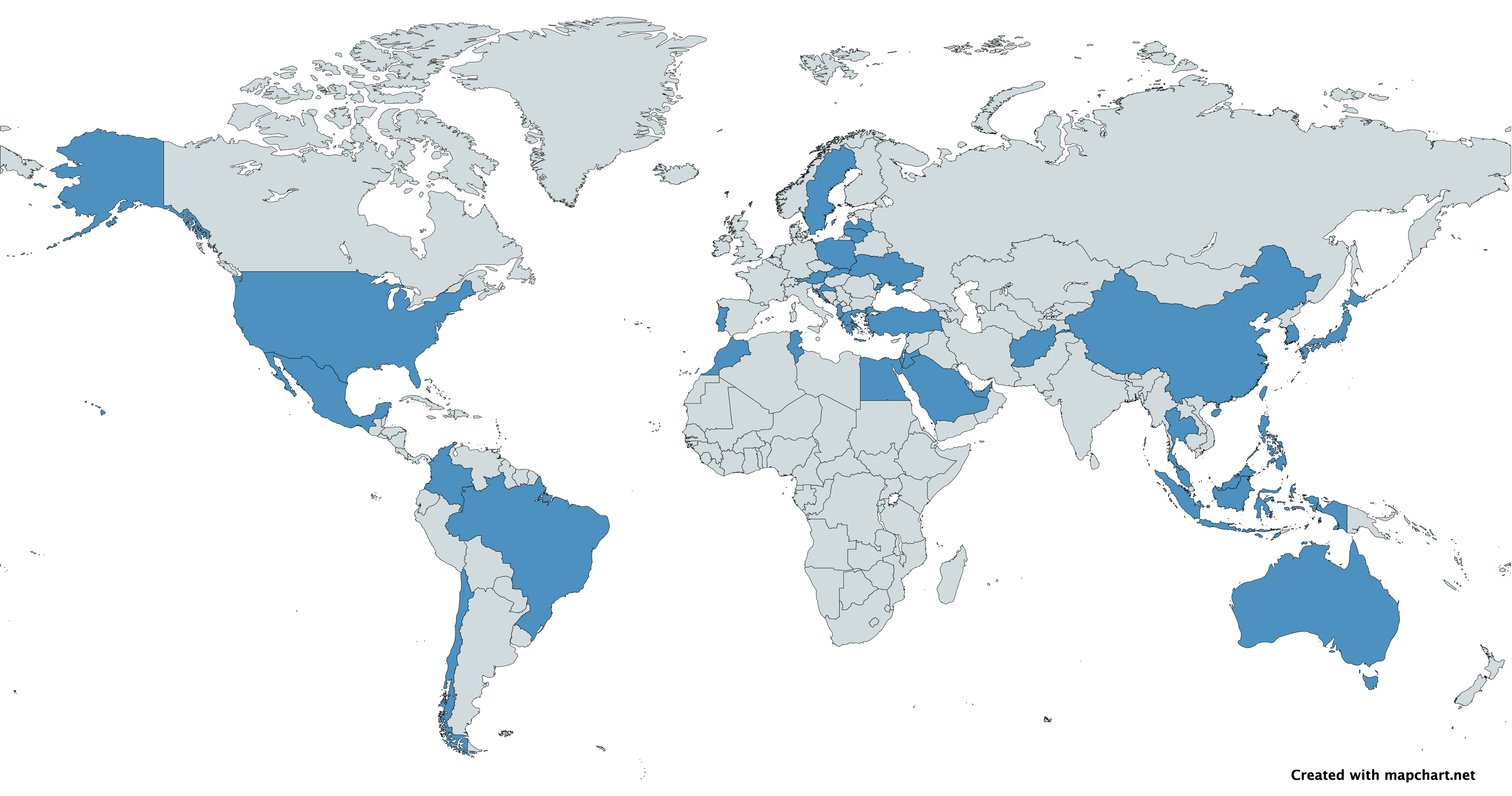
UH-60採用国(青色)

### 現在の運用国
アフガニスタン

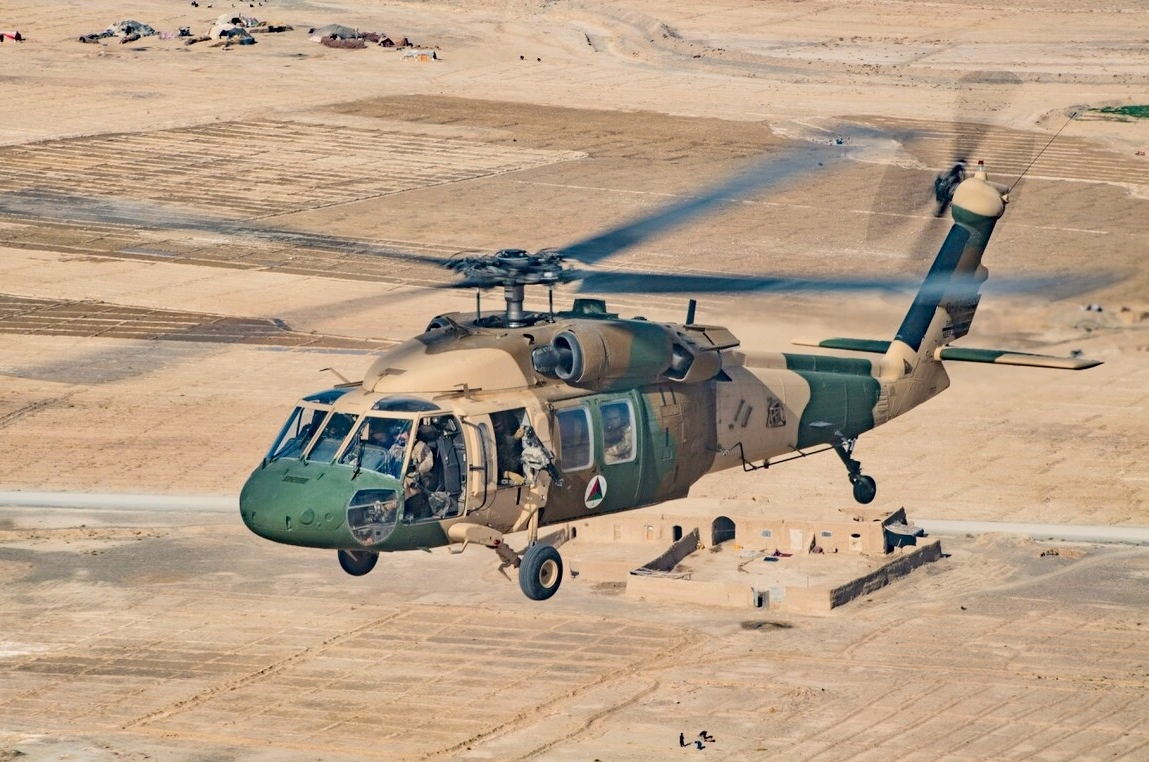
2018年、アフガニスタン空軍のUH-60

- アフガニスタン空軍 (2021年8月、タリバンにより鹵獲された)[112]

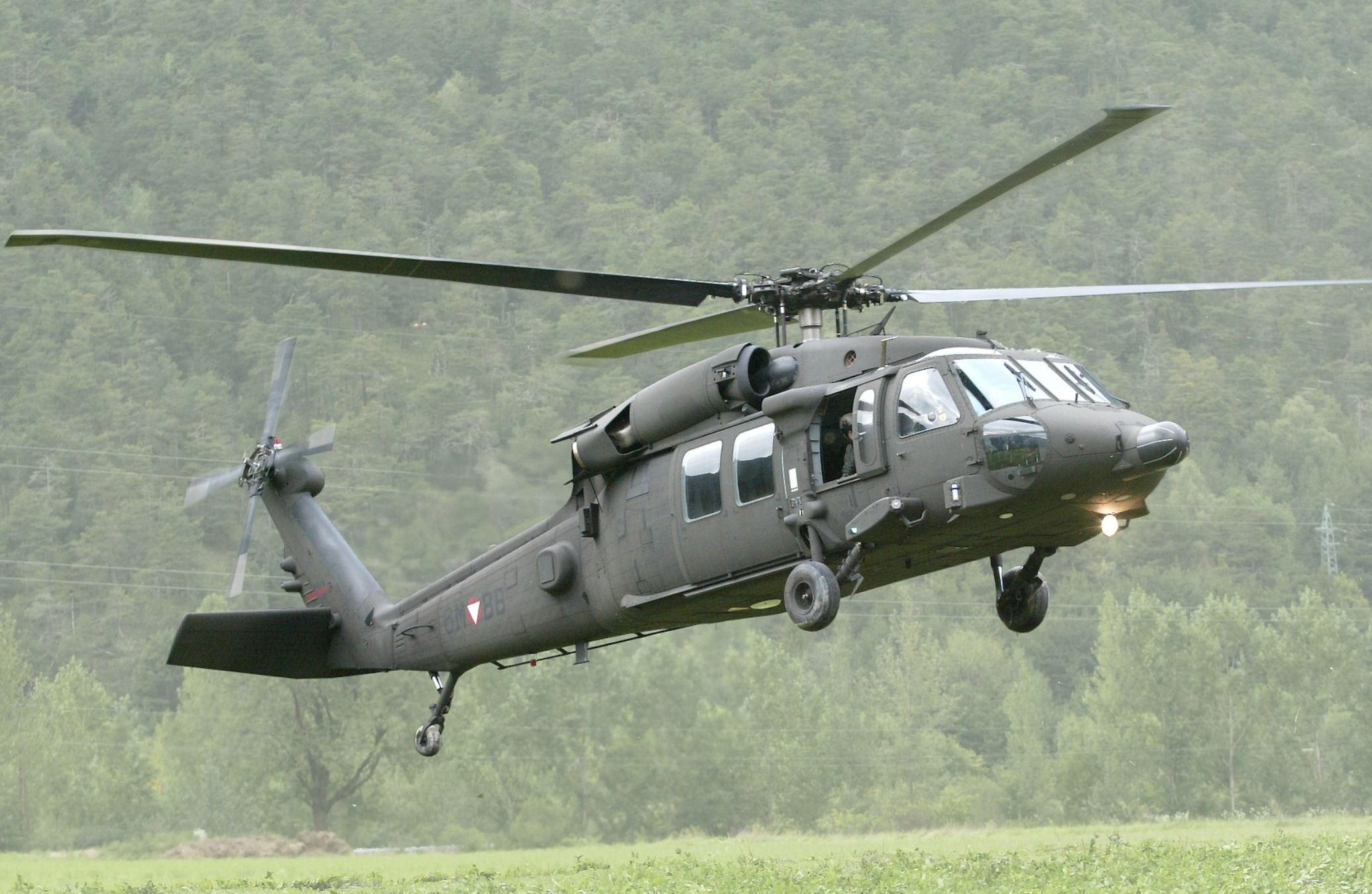
オーストリア空軍のS-70A42 lands

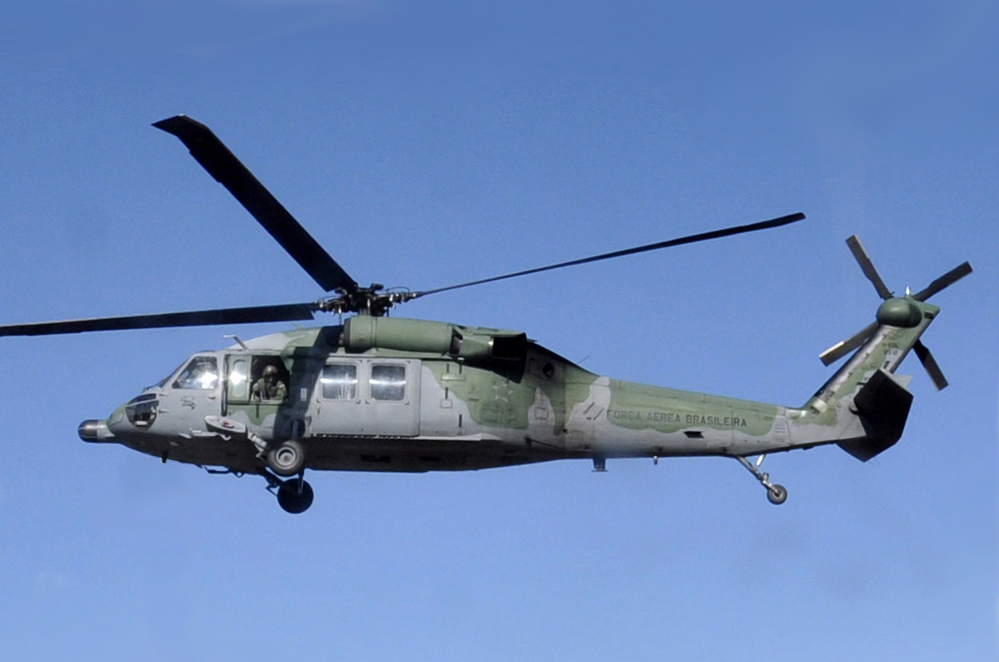
ブラジル空軍のUH-60

 アルバニア
- アルバニア空軍 (3機注文中)[113][114]

 オーストリア
- オーストリア空軍[115]

 バーレーン
- バーレーン空軍[115]

 ブラジル
- ブラジル空軍[115]
- ブラジル陸軍[115]
- ブラジル海軍 (SH-60も参照)

 ブルネイ
- ブルネイ空軍[115]

 チリ
- チリ空軍[115]

 中華人民共和国
- 中国人民解放軍陸軍[115]

 コロンビア
- コロンビア空軍[115] AH-60L Arpía III[13](24機)
- コロンビア陸軍 - 2024年時点で、46機のUH-60L、7機のS-70iを保有[116]。

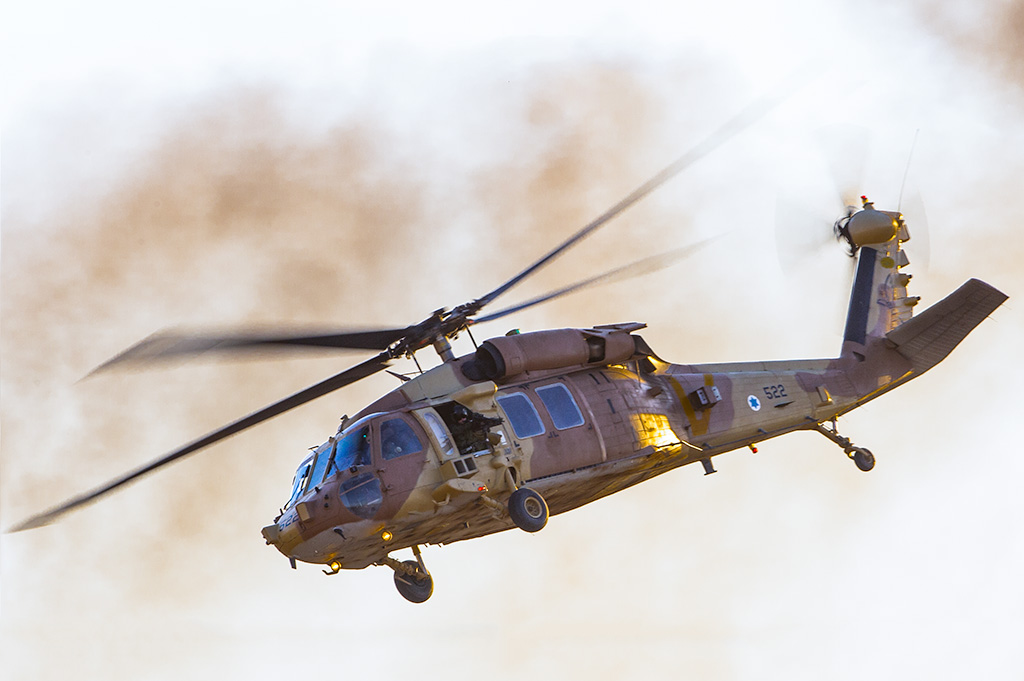
イスラエル空軍のUH-60 Yanshuf

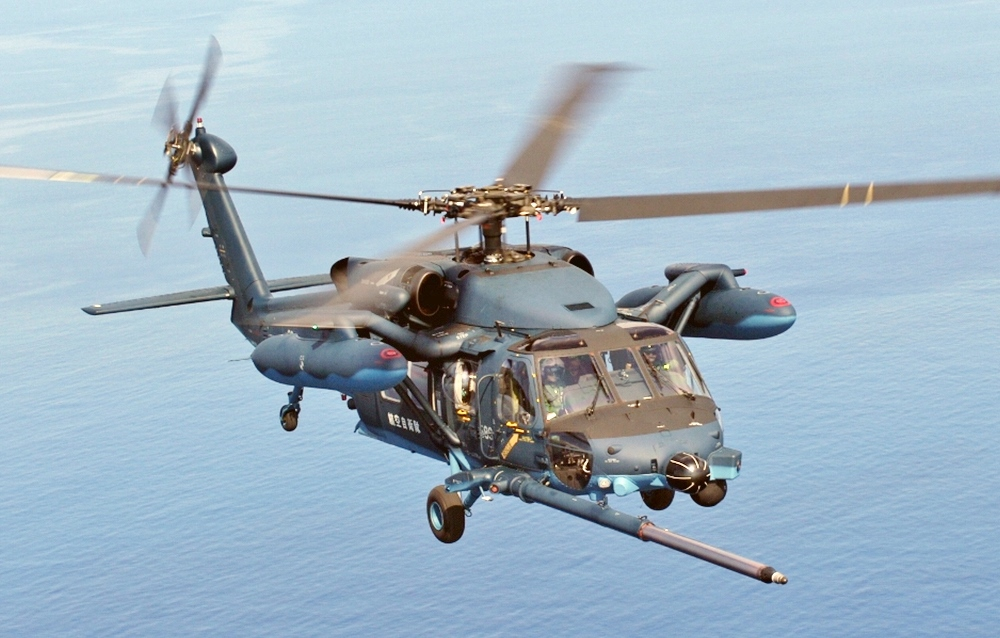
航空自衛隊のUH-60J

 クロアチア
- クロアチア空軍 UH-60M (4機)[117]

 エジプト
- エジプト空軍[115]

 イスラエル
- イスラエル空軍[115]

 日本
- 航空自衛隊[115] UH-60J[100]
- 陸上自衛隊[115] UH-60JA[100]
- 海上自衛隊[115] UH-60J[100]

 ヨルダン
- ヨルダン空軍[115]

 ラトビア

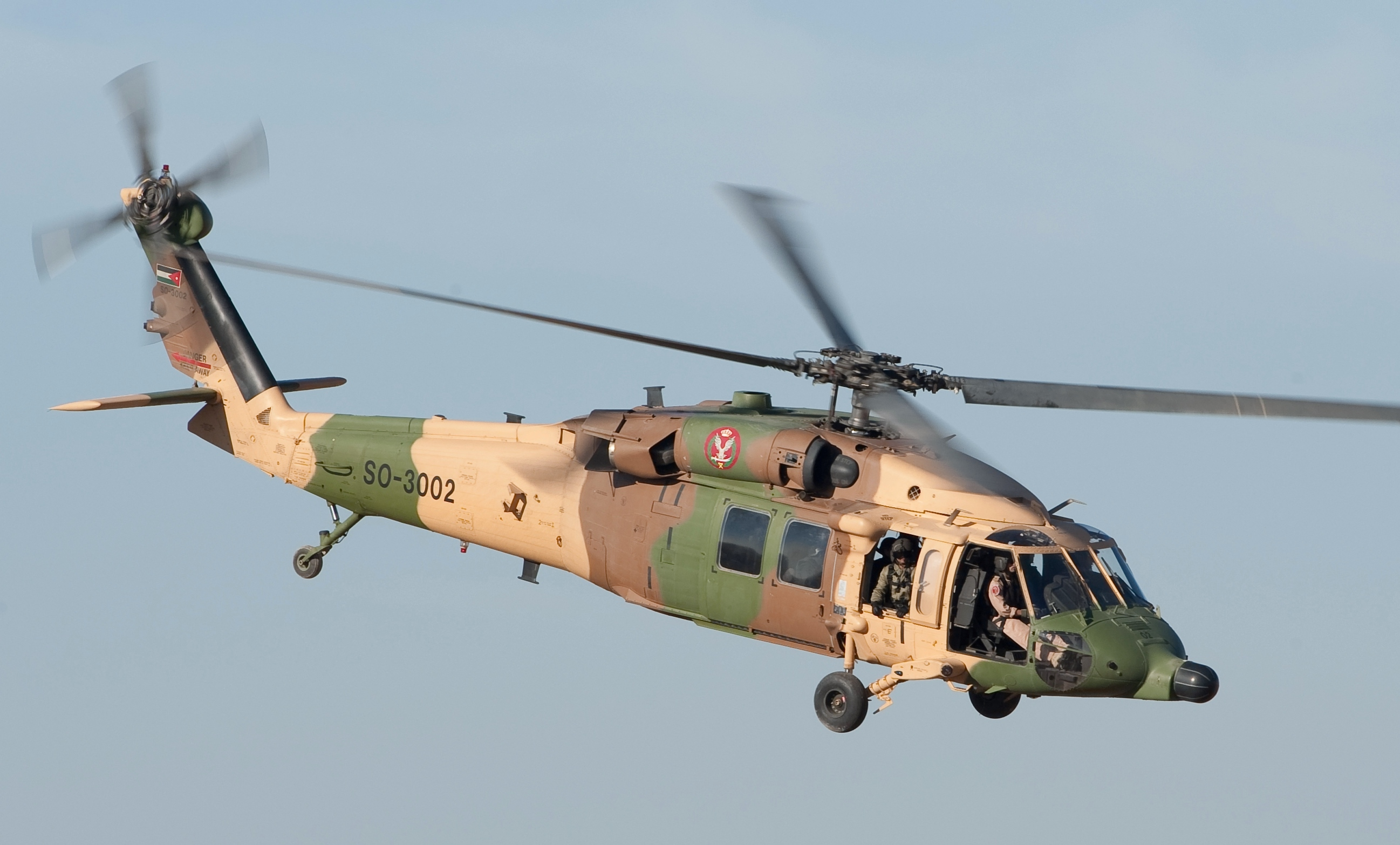
ヨルダン空軍のUH-60L

- ラトビア空軍 UH-60M (2機運用、2機注文中)[118]

 リトアニア
- リトアニア空軍 UH-60M (4機注文中、2024年までに納入予定)[119]

 マレーシア
- マレーシア陸軍[120]
- マレーシア空軍[115]

 メキシコ
- メキシコ空軍[115]
- メキシコ海軍[115]

 モロッコ
- モロッコ王立憲兵隊[121]

 フィリピン
- フィリピン空軍 S-70i (16機運用、32機注文中)[122][123]

 ポーランド
- ポーランド特別軍 S-70i(4機運用、４機注文中) [124][125][126]

 ポルトガル
- ポルトガル空軍 UH-60A (空中消火用6機注文中)[127][128]

 サウジアラビア
- サウジアラビア空軍[115]
- サウジアラビア陸軍[115]
- サウジアラビア国家警備隊[115]
- サウジアラビア海軍[115]

 大韓民国
- 大韓民国陸軍[115] UH-60P[72]
- 大韓民国海軍[115]

 スロバキア
- スロバキア空軍[115]

 スウェーデン
- スウェーデン空軍[115]

 中華民国 台湾省
- 中華民国空軍[115]
- 中華民国陸軍[115]
- 中華民国海軍[115]

 タイ
- タイ王国陸軍[115] UH-60L;[129] UH-60M[129]
- タイ王国空軍
- タイ王国海軍[115] (SH-60を参照)

 チュニジア
- チュニジア空軍[115]

 トルコ

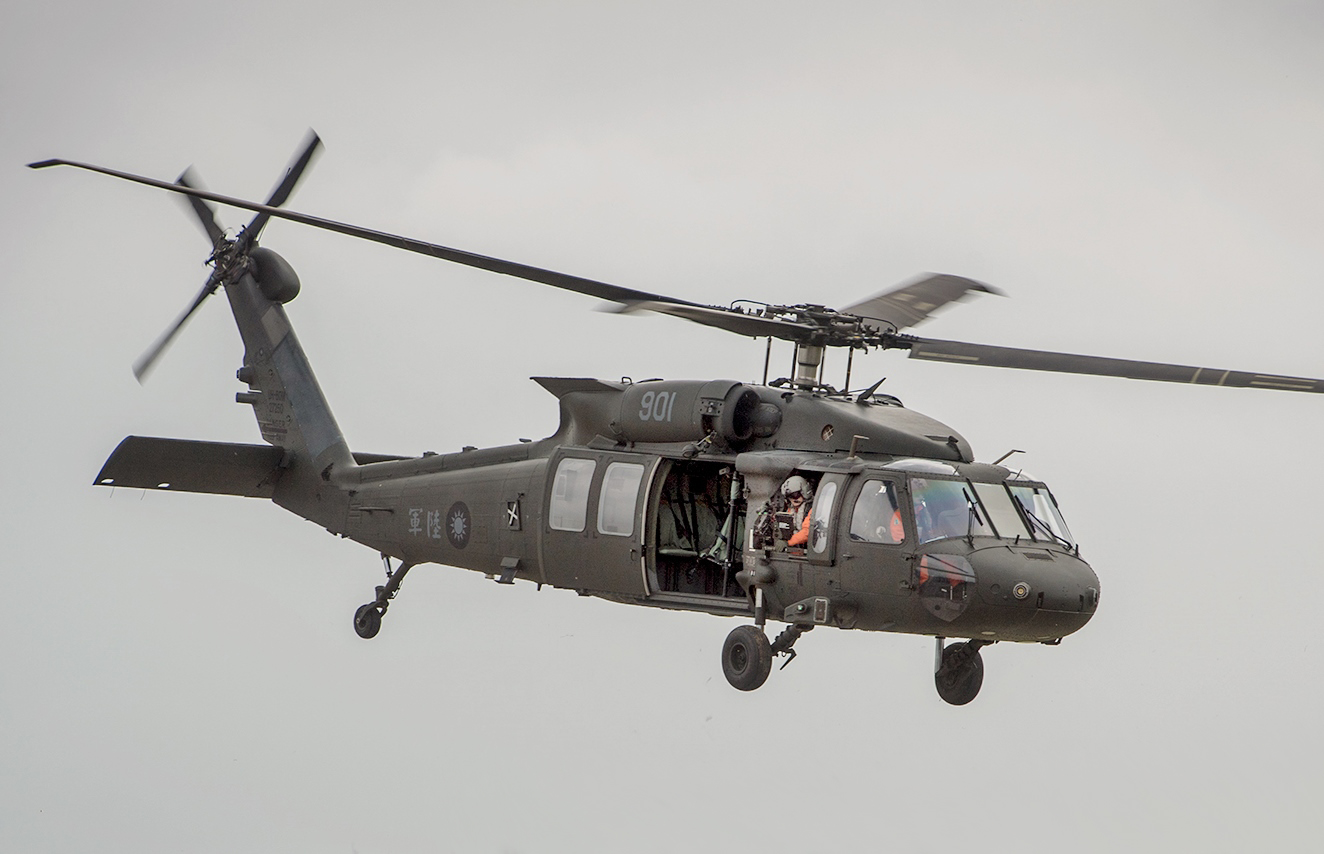
中華民国陸軍のUH-60M

- トルコ空軍 (6機注文中)[要出典]
- トルコ陸軍[115]

 アラブ首長国連邦
- アラブ首長国連邦空軍[115]

 ウクライナ
- ウクライナ国防省情報総局 - UH-60A（2機）[130][131]

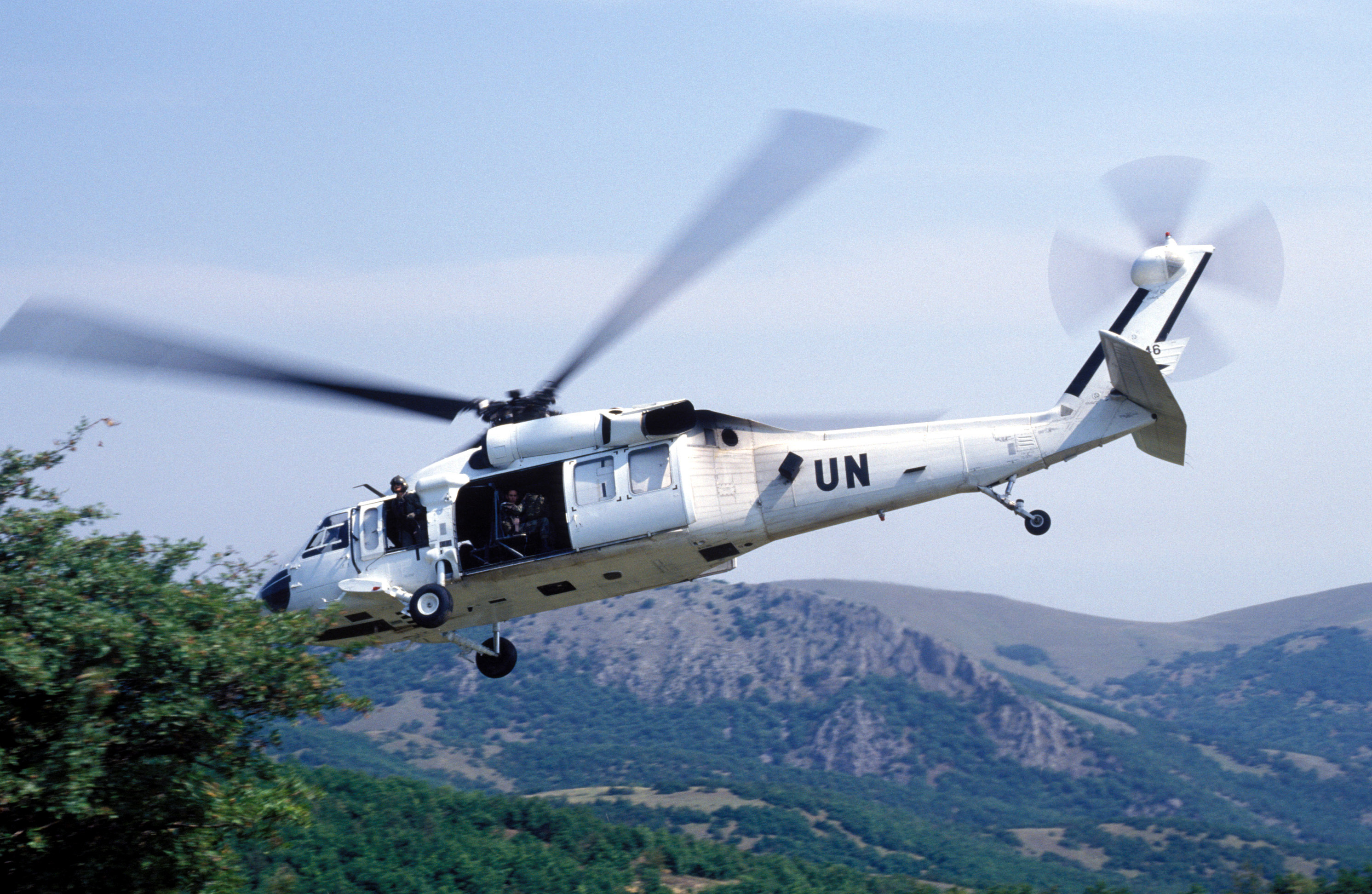
ボスニア・ヘルツェゴビナ紛争において国連の塗装がされたアメリカ陸軍のUH-60

 アメリカ合衆国
- アメリカ空軍

- アメリカ陸軍[115]
- アメリカ海軍

- アメリカ沿岸警備隊

- アメリカ合衆国国務省
- アメリカ合衆国国土安全保障省

### 過去の運用国
イギリス領香港
- 王立香港補助空軍[132][133]
- 政府飛行服務隊[134]

 アフガニスタン
- アフガニスタン国空軍 (2021年8月まで)[115]

## 性能・主要諸元 (UH-60L)
出典: Encyclopedia of Modern Warplanes, US Army Fact File, International Directory, Black Hawk
諸元
- 乗員: 2名
- 全長: 19.76 m （64 ft 10 in）
- 全高: 5.13 m （16ft 1in）
- ローター直径: 16.36 m （53 ft 8 in）
- 空虚重量: 4,819 kg （10,624 lb）
- 運用時重量: 9,980 kg （22,000 lb）
- 最大離陸重量: 10,660 kg （23,500 lb）
- 動力: ゼネラル・エレクトリック T700-GE-701C ターボシャフト、1,410 kW （1,890 hp）   × 2

性能
- 超過禁止速度: 357 km/h = M0.29 （193 kt）
- 最大速度: 295 km/h = M0.24 （159 kt）
- 巡航速度: 278 km/h = M0.23 （150 kt）
- フェリー飛行時航続距離: 2,220 km （1,380海里[135]） 外部搭載支援システム (ESSS) および増槽装備時[138]
- 実用上昇限度: 5,790 m （19,000 ft）
- 上昇率: 3.6 m/s （700 ft/min）
- 円板荷重: 35.4 kg/m2 （7.19 lb/ft2）
- 馬力荷重（プロペラ）: 158 W/kg （0.192 hp/lb）

武装
- M240 7.62mm機関銃×2[139]またはM134 7.62mmガトリング砲×2[138]またはGAU-19 12.7mmガトリング砲×2[138]
- VOLCANO 地雷散布システム[138]
- 以下は外部搭載支援システム (ESSS) に搭載可能な武装
  - ハイドラ70 70mmロケット弾[138]
  - AGM-114 ヘルファイア[138]
  - ガンポッド（7.62mm or 20mm or M230 30mmチェーンガン）[138]
- 固定武装: なし

## 登場作品

### 映画・テレビドラマ
『D-WARS ディー・ウォーズ』
アメリカの政府機関のヘリコプターとして登場。大蛇「ブラキ」が居る洞窟へSWATチームをラペリング降下させるが、その後ブラキ配下の「Atrox Army」の襲撃を受けて撃墜される。
『Fukushima 50』
在日米空軍第374空輸航空団所属機としてHH-60が登場。トモダチ作戦に際し、東日本大震災の被災地へ物資を空輸すべく横田基地より発進する。
『G.I.ジョー』
回想シーンにアメリカ軍機が登場。東アフリカの戦地にて、主人公たちの部隊を回収すべく飛来する。
『SCP: OVERLORD』
「財団」のヘリコプターとして登場。異常存在らしきものが検知された、ハンプシャーの“新”超絶主義教団本部の偵察に赴く機動部隊イプシロン-6を現地まで輸送する。
『THE DAYS』
第8話に在日米軍機が登場。トモダチ作戦に参加している。
『THE LAST OF US』
テレビドラマ版のシーズン1第4話に登場。ハイウェイの脇に1機が駐機した状態のまま、数台のM1エイブラムスやハンヴィーとともに放棄されている。
『THE NEXT GENERATION パトレイバー 首都決戦』
国連軍に参加した機体が登場。某国の紛争地帯で活動している。
『アーマードサウルス』
シーズン1第16話・シーズン2第1話および第14話に登場。シーズン1第16話では、民間の記者が用いる機体として、グランドキャニオンで機械恐竜帝国と交戦するDアーマーの模様を取材する。シーズン2第1話では、国連軍（地球連合軍）機がDアーマーの基地を襲撃した黒竜グリマーをドアガンで攻撃するが通じず、反撃を受け全機撃墜される。シーズン2第14話では、JJ軍の基地を攻略後に帰投するDアーマー隊員を輸送する。
『アイアンマン』
米軍のMH-60Aが登場。ジェームズ・ローズ空軍中佐らが搭乗し、アフガニスタンの砂漠をさ迷うトニー・スタークを救助する。
『アルマゲドン』
アメリカ空軍のHH-60Gが登場。地球との衝突コースを取る小惑星に対応するための人材として主人公を召集すべく、南シナ海のオイルリグへと飛来する。
『#生きている』
終盤、韓国空軍機が登場。SART（第6探索救助飛行戦隊）の隊員を乗せて主人公のいるマンション屋上へと飛来し、主人公らを救助する。その直前にも上空を3機編隊で通過していく様子がある。
『今そこにある危機』
麻薬カルテル壊滅のため、アメリカ陸軍特殊部隊をカルテルの本拠地があるコロンビア領内へ極秘に輸送する。
『今、私たちの学校は…』
韓国軍機が登場。エピソード5より、謎の感染症が蔓延したヒョサン市への戒厳令布告後たびたび登場する。エピソード8では主人公らの居るヒョサン高校に救助のため飛来した他、エピソード9ではコールサインを「ヴァイパー」とする特殊部隊を乗せ、感染症発生の原因を作った科学教師のパソコンをヒョサン高校科学室から回収すべく再飛来する。
『インデペンデンス・デイ: リサージェンス』
米軍機が登場。エイリアンの母船が迫る中、ワシントンD.C.から避難する人々を輸送する。また、宇宙防衛軍本部が置かれたエリア51にも配備されている。
『ウルトラマンマックス』
第5話に民間のトレジャーハンターが使用する機体として登場。太平洋上に出現した浮遊島「サブジェクト・ファントム」の探索に用いられるが、サラマドンが放った刺によって撃墜される。
『エアフォース・ワン』
冒頭のラデク将軍捕獲作戦にて、ラデクを捕獲したアメリカ・ロシア合同特殊部隊を回収する。また、VC-25がテロリストにハイジャックされたことを受け、アメリカ合衆国副大統領をホワイトハウスまで輸送する。
『エレクトリック・ステイト』
米軍機が登場。人間同様の権利を求めて武力闘争を行う広告ロボットに対し、硫黄島記念碑付近でドアガンによる攻撃を行うが、1機が回避運動中にロボットの頭部に衝突する。
『エンド・オブ・ホワイトハウス』
SEALsを乗せてホワイトハウスの奪還を試みるも、試作の対空砲によって撃墜される。終盤、テロリストの要求に従う形でテロリストと人質を乗せて離陸するも自爆攻撃により破壊される。
『エンド・オブ・キングダム』
VH-60Nが3機登場。テロリストに襲撃された大統領、主人公、シークレットサービス長官を乗せロンドンを脱出させようとするが、テロリストのスティンガーミサイルで撃墜される。

『怪獣大決戦ヤンガリー』
アメリカ海軍機として登場。エイリアンによる攻撃を受けて結成された地球防衛軍（UNDA）の司令部へ、ハウエル少将らを輸送する。
『グリーンランド -地球最後の2日間-』
主人公らがカナダに向かう途中で遭遇した渋滞の上空に登場。突如として降りそそいだ大量の溶融破片の一部がテールローターを直撃し、コントロールを失い墜落する。
『ゴジラシリーズ』
『GODZILLA ゴジラ』
米軍機が登場。オアフ島にてオスのムートーを捜索・発見し、その後はホノルルにてラペリング降下を用いて兵士を高層建築物の屋上に展開させるとともに、M2重機関銃でムートーを攻撃するが、翼をぶつけられ1機が撃墜される。また、ラスベガスを破壊しながら通過するメスのムートーの追跡にも使用されている。
『ゴジラ キング・オブ・モンスターズ』
米軍機が多数登場。V-22やCH-47とともにボストン上空を飛行しており、その後のキングギドラとの戦闘にも参加する。

『コンタクト』
米軍機が登場。素数の数列からなるヴェガ方向からの有意信号を受信した超大型干渉電波望遠鏡群へ、政府関係者や天文学者、警護の兵士たちを輸送する。
『シャークネード5 ワールド・タイフーン』
所属不明機が登場。シャークジラの東京上陸を受けて上空に展開し、ミサイルによる攻撃を加える。
『シンクロナイズドモンスター』
韓国軍機が登場。ソウルに出現した怪獣に対して出動し、ミサイルを用いて攻撃するが1機がパンチによる反撃を受け撃墜される。その後も、新たにソウルに出現した巨大ロボットの周囲に展開する。
『スーサイド・スクワッド』
米軍のUH-60とMH-60L DAPが登場。UH-60は、袋に閉じ込められた状態のキャプテン・ブーメランをミッドウェイ・シティ空港まで輸送する。MH-60L DAPはミッドウェイ・シティ上空に出撃し、ジョーカー一味に強奪されたMH-47Gを撃墜。その後、アマンダ・ウォラーを救助し離陸した直後に、エンチャントレスが市民を怪物化させ産み出した兵士の触手に絡め取られ、墜落する。
『スカイライン -征服-』
米軍機が登場。地球外生命体の攻撃に対する作戦行動の一貫として、兵士たちをロサンゼルスの高層マンションの屋上に展開させる。その後、民間人の生存者2名を救助すべく再度飛来するが、クリーチャー「タンカー」の触手に捕らえられ、ドアガンのM134 ミニガンで抵抗するも墜落する。
『スペクトル』
米軍機が登場。内戦状態にあるモルドバに派遣されており、デュアレスティでの友軍部隊の救出作戦中に幽霊「アラタレ」の襲撃を受けた主人公らの部隊を救出し、安全が確保されている難民シェルターまで輸送する。
『ゼロ・ダーク・サーティ』
MH-60のステルス型2機が、ウサーマ・ビン・ラーディン殺害を目的とするNavy SEALsを中心とした部隊をウサーマの潜伏先に輸送する。うち1機は機体故障により墜落、爆破処理される。
『大怪獣のあとしまつ』
在日米軍機が登場。後に「希望」と命名される怪獣が未知の光エネルギーによって絶命したことを受け、それへの対応に従事している。
『チーム★アメリカ/ワールドポリス』
世界警察「チーム・アメリカ（TA）」のヘリコプターとして架空仕様機が登場。TAの基地であるラシュモア山からは、トーマス・ジェファーソンの顔の内側より発進する。パリおよびカイロで活動するテロリストに対する出動を経て、一連のテロを画策したダカダカスタンへ派遣されるが、沖合でダカダカスタンを支援する北朝鮮のMiG-19の襲撃を受け、交戦の後に撃墜される。
『地球が静止する日』
米軍機が登場。MQ-9がセントラルパークのゴートを攻撃する際、基地に待機している。その後、クラトゥらが逃走するニュージャージー州の森林地帯へと3機が出撃し、1機がクラトゥと行動をともにしていた主人公をラペリング降下によって回収。残る2機は、攻撃のための照準中にクラトゥに制御を奪われ墜落する。
『デイ・アフター・トゥモロー』
終盤、CH-47 チヌークとともに多数の機体がニューヨークに飛来し、孤立していた避難民を救助する。
『ディープ・インパクト』
米軍機が登場。ビーダーマン彗星の大西洋への落下に伴う大津波の発生に備え、ワシントンD.C.から避難する人員を輸送する。
『トゥモロー・ウォー』
エンジンやテール周りに改修を加えられた架空の派生型が登場。ドミニカ共和国の前方作戦基地に配備されており、エイリアン「ホワイトスパイク」のメスの捕獲に赴く、主人公を含む部隊を輸送する。
『トランスフォーマーシリーズ』
『トランスフォーマー』
アメリカ陸軍機が随所に登場。終盤にも主人公からオールスパークを回収するために出動するが、スタースクリームに撃墜される。
『トランスフォーマー/リベンジ』
上海でディセプティコンと交戦するも1機が撃墜される。エジプトでの戦闘ではヨルダン軍機がNEST部隊支援のために出動するが撃墜される。
『トランスフォーマー/ダークサイド・ムーン』
NEST本部に駐機しているほか、国防総省付近を飛行している。
『トランスフォーマー/ロストエイジ』
アメリカ陸軍機がシカゴに現れたロックダウンの宇宙船に対して出動する。
『トランスフォーマー/最後の騎士王』
対トランスフォーマー部隊「TRF」所属機として登場するほか、ヨルダン軍機、アメリカ軍機も登場する。

『ニュートピア』
韓国陸軍機が登場。77Aタワー屋上に設置された防空陣地への物資補給のため飛来する補給ヘリとして登場するが、到着直前に乗員がゾンビ化し、それを察知した防空陣地側によってVADSで撃墜される。
『ネイビーシールズ: チーム6』
「海神の槍作戦」を行う際にナイトストーカーズ所属の2機が登場する。夜陰に乗じて建物に接近するが、DEVGRUらを降下させる直前に護衛の兵士から銃撃を受け、1機が不時着し、爆破処理される。
『バ怪獣 ゴメラ』
スキップシティを防衛する軍のヘリコプターとしてデフォルメされた機体が登場。スタブウイングにミサイルを装備している。第1話・第3話・第4話でゴメラを迎撃し、第1話と第3話ではゴメラの過失によって撃墜される。
『ブラックホーク・ダウン』
ナイトストーカーズ所属のMH-60Lが登場。第75レンジャー連隊を乗せて目標のオリンピックホテルまで移動し、全隊員をラペリング降下させる。降下させる際に、ソマリア民兵によるRPG-7攻撃を避けたはずみでトッド・ブラックバーン上等兵が落下する事故が起きたものの、ソマリア民兵に対してドアガンのM134で機銃掃射を行うなどしてレンジャーを支援し、作戦を遂行するが、クリフ・ウォルコット准尉の操縦するコールサイン「スーパー61」がテールローターにRPG-7の直撃を受けて墜落する。その後も、マイク・デュラント准尉が操縦する「スーパー64」もRPG-7がテールローターに直撃し、数分は飛行していたものの、コントロールを失い墜落する。
『ホワイトハウス・ダウン』
デルタフォースを乗せてホワイトハウスの奪還に向かうが、途中でカメラに見つかりテロリストの放ったジャベリンによって撃墜される。
『マン・オブ・スティール』
米軍機が登場。スーパーマンをゾッド将軍に引き渡す際に、引き渡し場所となった砂漠の上空に展開する。
『メッセージ』
米軍機が登場。モンタナに出現した「殻」の周囲に設けられたベースキャンプに、CH-47とともに配置されている。
『モンスターズ/地球外生命体』
米軍機あるいはメキシコ軍機が登場。地球外生命体「モンスター」の蔓延によってメキシコ各地に設けられた危険地帯およびその周囲や、被害を受けたサン・ホセの上空を飛行している他、主人公たちは墜落機の残骸も目撃する。
『モンスターズ/新種襲来』
米軍機が登場。モンスターによる新たな危険地帯が生じた中東にて、作戦基地となるキャンプ・レネゲードに配備されており、新たに配属される兵士たちや、通信が途絶した友軍部隊の捜索・救出のためにアルテア砂漠に向かう部隊の輸送に使用される。

『ランペイジ 巨獣大乱闘』
民間軍事会社、国土安全保障省、米軍の機体が登場。民間軍事会社の機体は、キャスパーの森林地帯に部隊を輸送した後、出現した巨獣「ラルフ」をM240Dで攻撃するが、飛びかかったラルフにメインローターを破壊され撃墜される。国土安全保障省所属機は、サンディエゴ動物園にて巨獣化が進むニシゴリラ「ジョージ」に上空から麻酔銃を撃ち込む。米軍機は、ジョージを輸送中に墜落したC-17の生存者をスコット空軍基地へ輸送し、その後シカゴへ向かおうとする主人公らが、スコット空軍基地の患者輸送機を強奪して使用する。
『ワールド・ウォーZ』
ラストシーンにて、赤十字を付けたアメリカ陸軍の機体が登場。接種者をZの攻撃対象から外す「偽装ワクチン」を各地に配給する義勇軍に参加する。

### 漫画・アニメ
『HELLSING』
第九次空中機動十字軍がロンドン侵攻の際に使用する。
『攻殻機動隊 SAC_2045』
米帝デルタフォースの義体化部隊が用いるヘリコプターとして登場。第2話・第3話では、西海岸のGATED TOWNにて草薙素子率いる傭兵部隊「GHOST」を拘束する。第4話では、「救出作戦」と称して突入を強制されるGHOSTを監視すべく、パトリック・ヒュージの豪邸を包囲する形で部隊を展開させる。
『エヴァンゲリオンシリーズ』
『ヱヴァンゲリヲン新劇場版:Q』
ヴィレ所属機として多数が登場。艦隊への補給物資を運搬中にネーメジスシリーズが襲来したため、全機が第二集結ポイントへと退避する。
『シン・エヴァンゲリオン劇場版𝄇』
クレーディト所属のおおすみ級空中輸送艦から貨物コンテナを輸送する機体が登場。

『超時空要塞マクロス THE FIRST』
統合軍南アタリア所属機として登場しており、「SLV-111 ダイダロス」にグローバル准将を迎えに向かう。コールサインは「ハワード 06」。
『日本沈没』
一色登希彦の漫画版で、田所博士と郷六郎がニューヨークから移動する際に搭乗する。
『バイオハザード: インフィニット ダークネス』
米陸軍機が登場。作品序盤、米軍が介入した架空の小国「ぺナムスタン共和国」の内戦にて、1機が撃墜される。この墜落機の乗員を米陸軍特殊部隊「マッドドッグス」の隊員らが救助しようとしたことで、「マッドドッグス」は陰謀に巻き込まれる。
『ヨルムンガンド』
主にアメリカ海兵隊の移動手段として登場する。

### 小説
『WORLD WAR Z』
民間機として登場。ゾンビ地帯にパラシュート降下して遭難していた米空軍パイロットを救助する。
『イリヤの空、UFOの夏』
第4巻に登場。自衛軍所属機が浅原を空母タイコンデロガまで移送する。
『交戦規則 ROE』
黒崎視音の小説。終盤、アメリカ陸軍のUH-60Lが登場。
『図書館戦争』
自衛隊から譲り受けた中古のJA型を関東図書隊が使用している。
『空飛ぶ広報室』
航空自衛隊のJ型が登場。
『ミッドナイトイーグル』
映画『ミッドナイト・イーグル』の原作小説。陸上自衛隊所属機として登場し、日本アルプスに墜落した架空の米軍爆撃機B-3Aミッドナイトイーグルの墜落現場に2機が自衛官らを輸送するが、墜落現場に待ち伏せていた北朝鮮工作員らの発射した地対空ミサイルによって2機とも撃墜される。

### ゲーム
『Just Cause』
「HH-22 Savior」の名称で登場する。
『METAL WOLF CHAOS』
クーデターを起こしたアメリカ軍の汎用輸送ヘリコプターとしてUH-60Aが登場する。
『Operation Flashpointシリーズ』
『OFP:CWC』
アメリカ軍陣営で使用可能な汎用ヘリコプターとして登場する。
『OFP:DR』
主人公の回収時や作戦地に展開する際に登場。操縦できるのは一部のミッションとマルチプレイ時のみだが、上手く撃ち落としてパイロットを追い出せば操縦することが可能。
『Saints Row: The Third』
同機をモデルとしたヘリコプター「EAGLE」を州兵・SWATが使用。M134 ミニガンとロケット弾ポッドを装備した武装仕様も登場する。
『Saints Row IV』
前作に引き続き登場。

『THE スナイパー2』
最終ステージに登場する。
『Wargame Red Dragon』
NATO陣営のアメリカ軍デッキで使用可能なヘリコプターとしてM134を搭載したUH-60AとM230機関砲・M134・FIM-92C スティンガー空対空ミサイルを搭載したMH-60Lが登場する。
『WarRock』
一部マップに登場する。ミニガン搭載バージョンとAGM-114 ヘルファイア搭載バージョンがある。
『Yasuke Simulator』
織田軍のヘリコプターとして登場。単身で高天神城を攻略した弥助が帰陣する際に搭乗する。
『エースコンバット アサルト・ホライゾン』
MH-60が登場。プレイヤーが操縦することはできないが、M134のドアガンナーになれるほか、護衛対象機として登場する。ノーマッド隊の「ノーマッド62」は登場する度に堕とされているが、毎回何事も無かったかのように復帰している。
『グランド・セフト・オートシリーズ』
『GTAIV』
同機をモデルにしたヘリコプター「ANNIHILATOR」が登場しており、特殊部隊が運用している。武装は、4丁のガトリング機銃だが、稼働するのは2丁のみ。カラーリングは麻薬取締局のものと酷似している。
『GTAV』
前作から引き続き「ANNIHILATOR」が登場。ゲーム内名称は『GTAIV』と変わりないが、特殊部隊が運用しておらず、オンライン以外では出現することもなくなってしまった。しかし稼働するガトリング機銃が4丁に増えている。

『ゴーストリコンシリーズ』
『ゴーストリコン アドバンスウォーファイター』
主人公、スコット・ミッチェル大尉率いるアメリカ陸軍第7特殊部隊「ゴースト」が使用。M134を装備している。
『ゴーストリコン アドバンスウォーファイター2』
前作に引き続き、「ゴースト」が使用する他、米軍の輸送ヘリコプターとしても登場。ゴースト仕様機はM134を装備し、一般仕様機とは異なる。劇中ではゴーストの支援を担当するジョッシュ・ローゼン中尉が搭乗する「ブラックホーク5」が墜落してローゼンも捕虜にされるが、ミッチェル達に救出された後は新たに「ブラックホーク9」に搭乗し、引き続きミッチェル達を支援する。
『ゴーストリコン フューチャーソルジャー』
「ゴースト」のセドリック・ファーガソン大尉、別名「ゴーストリード」率いる「ハンターチーム」が移動手段や敵地からの脱出手段として使用。ドアガンとしてM134を装備し、対地攻撃や対空攻撃にも用いられる。また、モスクワでクーデターが発生した際にはバレンツ海のUSS「キングスマウンテン」の艦上より、モスクワの大使館からの脱出に対する増援として複数機が次々に発艦していった。
『ゴーストリコン ワイルドランズ』
冒頭で、ノマドことアンソニー・ペリーマンをリーダーとする「ゴーストチーム」の4人と、CIAのカレン・ボウマンがボリビアに現地入りする際に民間機を装った本機を使用する。その後のゲーム本編内では、ボリビアに本拠地を置くメキシコ発祥の麻薬カルテル「サンタ・ブランカ」や、カルテルの力に屈して黙認する道を選んだボリビア政府指揮下の軍事警察部隊「ユニダッド」のヘリコプターとして登場する。ドアガンとしてM134を装備し、上空から機銃掃射を仕掛けてくるが、着陸状態であれば奪って使用することも可能である。

『コール オブ デューティシリーズ』
『CoD4』
米軍・SASのヘリとして登場。
『CoD:MW2』
米軍のヘリとして登場。ガンナーとしてミニガンを操作できる。
『CoD:MW3』
米軍のヘリとして登場。ガンナーとしてミニガンを操作できる。
『CoD:BO2』
米軍・SDCのヘリとして登場。時代背景が2025年の近未来なため、ステルス性を考慮して角ばった外見になっている。
『CoD:G』
米軍のヘリとして登場。ドアガンとしてミニガンが搭載されている。
『CoD:MW』
イギリス軍のヘリとしてSASを輸送する。また、米軍機も登場している。

『ザ・クルー』
ホワイトハウスの敷地内を飛行している。
『Devil's Third』
ステラ・メイナードが主人公アイヴァンやボブ率いるデルタフォースを回収すべく使用するが、着陸後にスクールオブデモクラシー（S.O.D）の攻撃を受けて破壊されてしまい、止む無くアイヴァンとステラの2人だけで近くのハンガーに放置してあったIL-2で脱出を試みる。この手のゲームでは珍しく航空機メーカーからライセンスを取っており、航空機はほぼ実名で登場する。
『バイオハザード オペレーション・ラクーンシティ』
トレイラーではアンブレラ社仕様のブラックホークが、ゲーム内でも前者とカラーリングなしのブラックホークが登場する。
『バトルフィールドシリーズ』
『BF2MC』
USMCの輸送ヘリコプターとしてL型を使用可能。武装としてM134とロケット弾ポッドを搭載している。
『BFBC』
シングルプレイにのみ登場する。主人公らを輸送するほか、コールサイン「スーパー65」が墜落するという映画『ブラックホーク・ダウン』のパロディシーンがある。
『BFBC2』
マルチプレイにて登場。キャンペーンでも主人公たちの移動手段の1つとして登場する。

『ブルーアーカイブ -Blue Archive-』
2022年夏イベント「アビドスリゾート復旧対策委員会」より登場した奥空アヤネ（水着Ver）がスキル運用しており、スキル発動時は搭乗しパーティの後方支援を行う。
なお、この武装ヘリは学園費用で購入したものらしく「雨雲号」という名前を付けられている。
『マーセナリーズ』
国連軍が使用する汎用ヘリコプターとして登場するほか、韓国軍が使用する汎用ヘリコプターとしてMH-60が登場する。両陣営ともにドアガンとしてM134を搭載している。
『メダル・オブ・オナー ウォーファイター』
MH-60が登場。プレイヤーはガンナーとして操作できる。
『メタルギアソリッドV』
本機をモデルとした架空のヘリコプター「UTH-66 Blackfoot」が登場。改造を施すことによってジェットタービンやロケットポッド・対戦車ミサイルなどを搭載できる。
『龍が如く3』
CIAが運用している機体が、柏木修を消すためにミレニアムタワーに向けて機銃掃射をする。作中では攻撃ヘリと呼ばれているが、厳密にいえば間違っている。